# 佐久間宣行のNOBROCK TV
佐久間宣行のNOBROCK TV（さくまのぶゆきのノブロックティーブイ）は、2021年7月10日からYouTubeで配信されているバラエティ番組である。テレビプロデューサーの佐久間宣行が企画・出演・プロデュースを手掛ける。運営はレアゾン・ホールディングス。毎週水曜・土曜19時に配信。

## 概要
『ゴッドタン』『あちこちオードリー』などの番組でプロデューサー・番組演出を担当し、2021年3月末にテレビ東京を退社した佐久間がフリーランス移行後に初めて手がけたYouTube番組。佐久間自らが企画・出演・プロデュースの全てを担当している。芸人たちがさまざまな選手権に臨む企画、佐久間が今会いたいゲストとのトーク、オーディション企画などが中心となる。

## チャンネル名の由来
- 佐久間のTwitter（現在のX）アカウントのユーザー名（@nobrock）から来ており、ユーザー名の由来は自身の名前の「宣行（のぶゆき）」とファンだった「どぶろっく」を組み合わせた（かばん語）もの。開設した2009年8月当時はTwitter（現・X）自体を長く続けるつもりはなかったことから、適当に作成された。
  - この他にもチャンネル名候補として、ギリシャ語で“最大”を意味する『マクサ』が挙がったが、「佐久間自身がやっていると分かったほうがいい」という意見から現在のタイトルになった。佐久間は後に「今振り返ると非常に恥ずかしいが、自身初の冠番組名になるとは不思議なもの」と千原ジュニア出演回で話している[4]。秋元康からは「一番バカにされるタイトルがいい」とアドバイスを受けたため、“佐久間宣行のチャンネル”だとわかるような命名をした[5]。
- 週刊文春のインタビュー上では、『NOBROCK TV』にあえて「TV」をつけた理由として、佐久間は「昔のテレビのように色々なジャンルの笑いを出していきたい」と答えている[6]。

## 番組開設までの経緯
『ゴッドタン』の番組スポンサーでもあるレアゾン・ホールディングスから「何かやりませんか?」と打診を受けた佐久間は、当初「広告やCMの制作担当」を想像していたが、「佐久間さんがYouTubeで何か作るのを観たいんですけど」と言われたことがきっかけとなり、チャンネル開設と番組の制作が始動した。当初の段階から様々な案は出していたが、最終的にレアゾン側の「佐久間さんが決めてください」の発言をきっかけに、やりたい企画が多くあるお笑い番組に決定した。また、本来は裏方の佐久間が出演と制作を兼務するのは差別化が目的であり、「テレビ・ラジオ・YouTubeの3メディア同時に裏方と出役を兼ねる人間はいないし、こんなことはもう誰もやらないだろうなと思った」ことからである。
企画内容を考えた当初、「アクセスを稼ぐならランキングやグルメの情報系一択だ。それも、いま【おもしろい】に振り切っているチャンネルはほぼない。これは求められていないのではなく、つくり手の手間の問題。時間とコストをかけてYouTubeでバラエティー番組をつくったら唯一無二の存在になれる。クリエイターとしてもプレゼンスや認知度を上げられるのではないだろうか」という仮説を立てた。

## 番組内容
- そもそもテレビでは尺が足らない、MCに合わないなと考え溜めていた企画が大量にあった。例えば板倉俊之（インパルス）が仕掛け人として誰かを操る企画は、板倉がMCの番組でなければ実現できない。テレビではできないことを率先してYouTubeに持っていく[7]。
- 反対に30分番組には尺が余る、それでもやりたい企画を思いついた場合は溜めないでやる。テレビでは実現出来ない瞬発力や思いつき企画が主となる[7]。
- テレビ東京アナウンサー・松丸友紀のトークを例にあげて、YouTubeはYouTubeでしか見れない内容の方が再生数がまわると番組内で解説。
- 女性タレントと佐久間宣行が口喧嘩する複数回がTikTokで400万から550万回再生数を超えバズる。佐久間と放送作家・大井洋一は唯一娘に直接やっている仕事が届いている番組だと喜ぶ。
- 番組サブタイトルに「選手権」がつくのは『TVチャンピオン』（テレビ東京）から来ているという。佐久間は1992年から2006年まで演出を担当。自らの企画に「選手権」と題することが多い[5]。

## 沿革
2021年
- 7月4日 - 自身初のYouTubeチャンネル『佐久間宣行のNOBROCK TV』を開設。
- 7月10日 - YouTubeチャンネル『佐久間宣行のNOBROCK TV』配信開始。
- 7月17日 - 登録者数5万人を突破。
- 7月29日 - 登録者数10万人を突破。
- 8月19日 - 登録者数15万人を突破。
- 10月1日 - 登録者数20万人を突破。
- 12月5日 - 登録者数25万人を突破。

2022年
- 1月15日 - 登録者数30万人を突破。
- 2月15日 - 登録者数35万人を突破。
- 3月24日 - 登録者数40万人を突破。
- 5月15日 - 登録者数45万人を突破。
- 7月24日 - 登録者数50万人を突破。
- 9月4日 - 登録者数60万人を突破。
- 11月16日 - 登録者数70万人を突破。

2023年
- 2月1日 - 登録者数80万人を突破。
- 3月30日 - 登録者数90万人を突破。
- 4月18日 - 総再生回数が4億回を突破。
- 5月6日 - 登録者数100万人を突破。

2024年
- 6月8日 - 登録者数200万人を突破。
- 6月10日 - サブチャンネル「BSノブロック～新橋ヘロヘロ団～」が始動

## 出演者
MC
- 佐久間宣行

その他
- #配信日程を参照。

## 配信日程

### 2021年
| 回 | ジャンル | タイトル                                                                                              | ゲスト | 備考                                                         |
| -- | -------- | --- | --- | ------------------------------------------------------------ |
| 1  | 選手権   | 【ドッキリ検証】「俺の悪いところ言ってくれ選手権」アルピー平子vsフルポン村上                          | 劇団ひとり、平子祐希（アルコ&ピース）、村上健志（フルーツポンチ）、山本浩司（タイムマシーン3号）、タイ（やさしいズ）                                       |                                                              |
| 2  | トーク   | 【トーク】劇団ひとりがマジでお笑いを語った                                                            | 劇団ひとり |                                                              |
| 3  | 選手権   | 【ドッキリ検証】「エロくないSM女王決定戦」インパルス板倉vsアルピー酒井                                | 板倉俊之（インパルス）、酒井健太（アルコ&ピース）、サーヤ（ラランド）                                                                                      | 攻めすぎた企画過ぎて18禁となり広告収入がつかない回となった。 |
| 4  | 選手権   | 【ドッキリ検証】「エロくないSM女王決定戦」ラランドサーヤvsウエストランド井口                          | 板倉俊之（インパルス）、井口浩之（ウエストランド）、サーヤ（ラランド）                                                                                     | 攻めすぎた企画過ぎて18禁となり広告収入がつかない回となった。 |
| 5  | 選手権   | トルコアイス渡さない選手権                                                                            | 劇団ひとり、井口浩之（ウエストランド） |                                                              |
| 6  | トーク   | 【トーク】麒麟川島 人生でウケたベスト3 & 一番スベった瞬間                                             | 川島明（麒麟） |                                                              |
| 7  | 選手権   | 「お笑い知識ゼロ人間に笑いが説明できるか選手権」とにかく明るい安村編                                  | とにかく明るい安村、森田哲矢（さらば青春の光） |                                                              |
| 8  | トーク   | 【トーク】麒麟川島 勝てないと思う芸人 & ラヴィット！誕生秘話                                          | 川島明（麒麟） |                                                              |
| 9  | 選手権   | 【ドッキリ検証】「オードリー春日 ドーピングドッキリ」                                                 | 春日俊彰（オードリー）、椿原愛 |                                                              |
| 10 | トーク   | 【トーク】若槻千夏がハマらなかったMCとは？                                                            | 若槻千夏 |                                                              |
| 11 | 選手権   | 麒麟川島が佐久間Pを【鬼才ディレクター】としてプロデュース！                                           | 川島明（麒麟）、鹿目凛（でんぱ組.inc） |                                                              |
| 12 | 選手権   | 「お笑い知識ゼロ人間に笑いが説明できるか選手権」東京ホテイソン・納言編                                | たける（東京ホテイソン）、ショーゴ（東京ホテイソン）、安部紀克（納言）、薄幸（納言）、森田哲矢（さらば青春の光）                                           |                                                              |
| 13 | 選手権   | 「バンドの曲紹介みたいにネタする−１GP」錦鯉 ジョイマン アルコ&ピース編                                | 長谷川雅紀（錦鯉）、渡辺隆（錦鯉）、高木晋哉（ジョイマン）、池谷和志（ジョイマン）、平子祐希（アルコ&ピース）、酒井健太（アルコ&ピース）、牧野澪菜、松本優 |                                                              |
| 14 | トーク   | 【トーク】オードリー春日 オードリーがブレイクした夜を語る                                             | 春日俊彰（オードリー） |                                                              |
| 15 | トーク   | 【生配信】登録者数15万人突破記念！構成作家オークラと生トーク！                                        | オークラ | チャンネル登録者数15万人突破を記念して初の生配信             |
| 16 | トーク   | 【トーク】千原ジュニア前編 古舘伊知郎vs坂上忍vsジュニア 修羅場の真相                                  | 千原ジュニア |                                                              |
| 17 | 選手権   | 【ドッキリ検証】「ぶっこみアイドル越え選手権」岡野陽一編                                              | 板倉俊之（インパルス）、岡野陽一、永島聖羅 |                                                              |
| 18 | トーク   | 【トーク】千原ジュニア完結編 すべらない話・IPPONグランプリ裏話                                        | 千原ジュニア |                                                              |
| 19 | トーク   | 「伝説のお昼の帯番組 2021年レギュラーメンバー発表会」                                                 | 徳井健太（平成ノブシコブシ）、大井洋一 |                                                              |
| 20 | トーク   | 【トーク】テレ東松丸アナ ゴッドタンアシスタントの本音                                                 | 松丸友紀 |                                                              |
| 21 | 選手権   | 「お笑い知識ゼロ人間に笑いが説明できるか選手権」ピン芸人編                                            | ですよ。、バイク川崎バイク、森田哲矢（さらば青春の光） |                                                              |
| 22 | 選手権   | 【ドッキリ検証】「ぶっこみアイドル越え選手権」ラランドニシダ編                                        | ニシダ（ラランド）、永島聖羅、板倉俊之（インパルス）、田中めぐみ                                                                                           |                                                              |
| 23 | 選手権   | 「ティモンディ高岸に励まされたら誰でも元気になるのか選手権」                                          | 高岸宏行（ティモンディ）、前田裕太（ティモンディ）、森本晋太郎（トンツカタン）、櫻田佑（トンツカタン）、お抹茶（トンツカタン）、大島由香里                 |                                                              |
| 24 | トーク   | 【トーク】ウイカ・岡部・DJ松永とトークで岡部の変人っぷりを暴露！？                                    | ファーストサマーウイカ、岡部大（ハナコ）、DJ松永（Creepy Nuts）                                                                                            | 『考えすぎちゃん』地上波放送開始を記念してコラボ             |
| 25 | 選手権   | マジシャンが本気出したらウエストランド井口のイライラ爆発！                                            | 井口浩之（ウエストランド）、ナカノマクレーン、マギー恵太、JONIO、前田裕太（ティモンディ）、高岸宏行（ティモンディ）                                        |                                                              |
| 26 | トーク   | 【トーク】東京03とガチトーク！会場がぶっ壊れるほどウケたネタとは？                                    | 飯塚悟志（東京03）、豊本明長（東京03）、角田晃広（東京03）                                                                                                 | 『東京03とスタア』放送開始を記念してコラボ                   |
| 27 | 選手権   | エロ詩吟にアイドル大号泣！「バンドの曲紹介みたいにネタする−１GP」トム・ブラウン 天津木村 クールポコ編 | 布川ひろき（トム・ブラウン）、みちお（トム・ブラウン）、木村卓寛（天津）、せんちゃん（クールポコ。）、小野まじめ（クールポコ。）、牧野澪菜、松本優         |                                                              |
| 28 | トーク   | 【トーク】さらば青春の光 松本人志に酷評されたネタとは！？                                             | 森田哲矢（さらば青春の光）、東ブクロ（さらば青春の光） |                                                              |
| 29 | 選手権   | 【ドッキリ検証】美人エステティシャンを板倉が操ったらザ・マミィ酒井がスケベ犬に変身！？                | 酒井貴士（ザ・マミィ）、板倉俊之（インパルス）、竹内渉 | 「エロくないSM女王決定戦」の回から反省してソフト企画路線に   |
| 30 | トーク   | 【トーク】超グルメ作家 矢野了平が記憶を飛ばすほどウマイ最強グルメとは？                               | 矢野了平 |                                                              |
| 31 | 選手権   | 【ドッキリ検証】DJ KOO パリピスタッフに洗脳されて何とかあのテンションで表に出てるとしたら…            | DJ KOO、安田乙葉 |                                                              |
| 32 | トーク   | 【トーク】ダイアン 東京での悩み&反省を全部話す？                                                      | ユースケ（ダイアン）、津田篤宏（ダイアン） |                                                              |
| 33 | 選手権   | YouTuberグラドルを集めたら深すぎる闇が露わに！？                                                      | 野々宮ミカ、江藤菜摘、和地つかさ、徳井健太（平成ノブシコブシ）                                                                                             |                                                              |
| 34 | トーク   | 【トーク】大島麻衣 飲み会で見た真実を色々聞いてみた                                                   | 大島麻衣 |                                                              |
| 35 | 選手権   | 【ドッキリ検証】アルピー平子が操る偽IT社長に相方酒井は気づくのか！？                                  | 平子祐希（アルコ&ピース）、酒井健太（アルコ&ピース） |                                                              |
| 36 | トーク   | 【トーク】峯岸みなみの未来予想図 いい未来だと2年後に結婚！？                                          | 峯岸みなみ |                                                              |
| 37 | トーク   | 【トーク】アルコ&ピース M-1で起きた事件 レッドカーペット時代 有吉弘行 本音で語り尽くす                | 平子祐希（アルコ&ピース）、酒井健太（アルコ&ピース） |                                                              |
| 38 | 選手権   | 【地獄企画】ギャルと佐久間が口喧嘩！会場はとんでもない空気に…！？                                     | サーヤ（ラランド）、ニシダ（ラランド）、みりちゃむ、鈴木ユリア、ALISA、大井洋一                                                                            |                                                              |
| 39 | 選手権   | 【新競技】100回ボケてツッコむタイムレース ラランドが本領発揮！                                        | サーヤ（ラランド）、ニシダ（ラランド）、倭早希 |                                                              |
| 40 | 選手権   | はんにゃ金田が本気で笑わせたら予想外の結末に！？                                                      | 金田哲（はんにゃ） |                                                              |
| 41 | トーク   | ラジオ愛が大爆発！ 森三中黒沢 最強ラジオテーブル発表！                                                | 黒沢かずこ（森三中） |                                                              |
| 42 | トーク   | 【トーク】ラランドの未来をガチトーク！ 酒飲みすぎて引退！？                                           | サーヤ（ラランド）、ニシダ（ラランド） |                                                              |
| 43 | 選手権   | 【大好評企画】100回ボケてツッコむタイムレース！さらばがWボケで攻める！                                | 森田哲矢（さらば青春の光）、東ブクロ（さらば青春の光）、櫻井音乃                                                                                           |                                                              |
| 44 | 選手権   | ザ・マミィ酒井 vs 口喧嘩最弱女 予想外の大物俳優登場？                                                 | 林田洋平（ザ・マミィ）、酒井貴士（ザ・マミィ）、ALISA |                                                              |
| 45 | トーク   | 【トーク】東野幸治が佐久間Pに怒涛の質問責め！                                                         | 東野幸治 |                                                              |
| 46 | 選手権   | 【TikTokで大バズリ】美女と佐久間の口喧嘩！                                                            | 岩﨑名美、日下部美愛、加賀翔（かが屋）、賀屋壮也（かが屋）、大井洋一                                                                                       |                                                              |
| 47 | トーク   | 【トーク】2021年東野幸治が観た全57作品を採点！                                                        | 東野幸治 |                                                              |
| 48 | 選手権   | 【M-1直前にドッキリ】錦鯉長谷川がダメ出しされたら大感動！？                                           | 長谷川雅紀（錦鯉）、渡辺隆（錦鯉）、小田祐一郎（だーりんず）                                                                                               |                                                              |
| 49 | 選手権   | 【実験企画】大喜利中にギャルが罵倒！芸人たちの心はズタズタに！？                                      | みりちゃむ、長谷川雅紀（錦鯉）、渡辺隆（錦鯉）、みなみかわ                                                                                                 |                                                              |
| 50 | その他   | 今からでも間に合う！2021年NOBROCK TV人気動画大放出SP                                                  | なし | 過去49本を再生数ランキングBEST10にして佐久間が紹介           |

### 2022年
| 回  | ジャンル | タイトル | ゲスト | 備考 |
| --- | -------- | --- | --- | ---- |
| 51  | その他   | 【リスナー必見】佐久間宣行のラジオルーチン オールナイトニッポン0 最年長パーソナリティに密着！                                                         | 福田卓也、齋藤修、オークラ |      |
| 52  | トーク   | 【生配信】コントカウントダウンジャパン 妄想タイムテーブルを考えよう！                                                                                 | 児島気奈（K-PRO）、片山勝三（SLUSH-PILE.）、上田航平（ゾフィー） |      |
| 53  | トーク   | 【新企画】芸能界天下取り将棋 ノブコブ吉村キングダムの布陣は？                                                                                         | 吉村崇（平成ノブシコブシ） |      |
| 54  | 選手権   | 【人気企画】100回ボケてツッコむタイムレース かが屋の挑戦は思わぬ方向に！？                                                                            | 加賀翔（かが屋）、賀屋壮也（かが屋）、宮崎美穂（AKB48） |      |
| 55  | トーク   | 【トーク】シソンヌとガチトーク！芸人を目指す人にまさかのアドバイス！？                                                                                | じろう（シソンヌ）、長谷川忍（シソンヌ） |      |
| 56  | 選手権   | 【人気企画】100回ボケてツッコむタイムレース シソンヌじろうがキャラ憑依で大暴れ！                                                                      | じろう（シソンヌ）、長谷川忍（シソンヌ）、柚来しいな |      |
| 57  | トーク   | 【飯テロ企画】エリックサウス稲田が厳選！記憶がぶっとぶほどウマいグルメベスト4                                                                         | 稲田俊輔 |      |
| 58  | トーク   | 【ラジオ愛爆発企画】第2弾！森三中黒沢&COWCOW多田 青春と情熱とお笑い全部詰まった妄想ラジオタイムテーブル完成！                                         | 黒沢かずこ（森三中）、多田健二（COWCOW） |      |
| 59  | トーク   | 【トーク新企画】アンガールズ田中の芸人人生３大地獄！                                                                                                  | 田中卓志（アンガールズ） |      |
| 59  | 選手権   | 【人気企画】ティモンディ高岸が励ましたら鈴木拓&ゆきぽよの冷え切った心に変化が！？                                                                     | 前田裕太（ティモンディ）、高岸宏行（ティモンディ）、鈴木拓（ドランクドラゴン）、ゆきぽよ（木村有希） |      |
| 60  | 選手権   | 【好評企画】極上メンズエステと思ったらボケまくりエステでウエストランド井口悶絶                                                                        | 井口浩之（ウエストランド）、竹内渉、板倉俊之 （インパルス） |      |
| 61  | 選手権   | 【口喧嘩ギャル企画】みりちゃむ VS アルピー酒井 反抗期の娘を説き伏せる事はできるのか！？                                                               | みりちゃむ、酒井健太（アルコ&ピース） |      |
| 62  | 選手権   | 【地獄企画】現役JK POPTEENモデルが怒涛の猛攻で佐久間Pの心をへし折る！第3回口喧嘩最強女子オーディション                                                | ギャビー、川端結愛(ゆめぽて)、サーヤ（ラランド）、ニシダ（ラランド） |      |
| 63  | 選手権   | 【口喧嘩ギャル企画】反抗期の娘役みりちゃむの強烈カウンターにダイアン津田大ダメージ！                                                                  | みりちゃむ、津田篤宏（ダイアン）、ユースケ（ダイアン） |      |
| 64  | トーク   | 【好評企画】芸能界天下取り将棋 ダイアンキングダムの布陣で2人の本性が明らかに！？                                                                      | 津田篤宏（ダイアン）、ユースケ（ダイアン） |      |
| 65  | トーク   | 【飯テロ企画】記憶飛ぶデリバリーグルメBEST4 DJ松永 vs チーム佐久間 最強選抜グルメが襲いかかる！                                                       | DJ松永（Creepy Nuts） |      |
| 66  | 選手権   | 【謝罪】お蔵入り企画を配信します「日下部美愛へのドッキリ大反省会」                                                                                    | 日下部美愛、ニシダ（ラランド）、大井洋一、松岡夏輝 |      |
| 67  | 選手権   | 【人気企画】100回ボケてツッコむタイムレース 真空ジェシカがやりたい放題！                                                                              | ガク（真空ジェシカ）、川北茂澄（真空ジェシカ）、森本晋太郎（トンツカタン）、SUNNY ONLY 1 |      |
| 68  | 選手権   | 【ドッキリ検証】U字工事がEXITになりたくて大ゲンカしたら？                                                                                             | 福田薫（U字工事）、益子卓郎（U字工事）、もも |      |
| 69  | 選手権   | 【新企画】そんな先生絶対いない！見たことない爆笑ネタ10連発！                                                                                          | カカロニ、チュランペット、キサラギ冨樫、浜辺のウルフ、わらふぢなるお、スクースクータイム井口、ハナイチゴ、夜なべ、TCクラクション、あおいちゃん、徳井健太 （平成ノブシコブシ）                              |      |
| 70  | 選手権   | 【ミステリー】ドッキリ大失敗と思いきや…ラストにまさかの伏線回収劇 なすなかにし｜わちみなみ                                                            | 中西茂樹（なすなかにし）、那須晃行（なすなかにし）、わちみなみ |      |
| 71  | トーク   | 【人気企画】芸能界天下取り将棋 銀シャリキングダム 芸人・大御所・ジャニーズを揃えた超ガチメンバー！                                                    | 鰻和弘（銀シャリ）、橋本直（銀シャリ） |      |
| 72  | 選手権   | 【M-1王者参戦】100回ボケてツッコむタイムレース 銀シャリ橋本がツッコミ大暴走！                                                                         | 鰻和弘（銀シャリ）、橋本直（銀シャリ）、天羽希純 |      |
| 73  | 選手権   | 【衝撃】みりちゃむ率いる口喧嘩ギャル軍団 vs 三四郎小宮 総口撃の末に大崩壊                                                                             | 小宮浩信（三四郎）、相田周二（三四郎）、みりちゃむ、松本優、すがちゃん最高No.1（ぱーてぃーちゃん） |      |
| 74  | 選手権   | 【緊急企画】ド下手ドッキリ連発後にわちみなみと大好きななすなかにしを会わせたら？                                                                      | 中西茂樹（なすなかにし）、那須晃行（なすなかにし）、わちみなみ、ニシダ（ラランド） |      |
| 75  | 選手権   | 【SKE48 ドッキリ検証】笑われたくない変人社長 奇行連発でアイドル限界！？                                                                               | 松本慈子（SKE48）、青木莉樺（SKE48）、仲村和泉（SKE48）、石塚美月（SKE48）、中野愛理（SKE48）、伊藤実希（SKE48）、坂本真凛（SKE48）、川島美晴（SKE48）、前田裕太（ティモンディ）、高岸宏行（ティモンディ） |      |
| 76  | 選手権   | 【天竺鼠参戦】100回ボケてツッコむタイムレース やらかした瀬下を川原が公開説教                                                                          | 川原克己（天竺鼠）、瀬下豊（天竺鼠）、福井セリナ |      |
| 77  | トーク   | 【暴露】三四郎小宮 ヤバい芸人みんな晒します | 小宮浩信（三四郎）、相田周二（三四郎） |      |
| 78  | 選手権   | 【地獄新企画】ラランドニシダが壊れた！？ボケがゼロの空間でツッコミ続けたら芸人はどうなる？                                                            | ニシダ（ラランド） |      |
| 79  | トーク   | 【トーク】錦鯉が全部さらけ出す！芸人人生三大地獄！ | 長谷川雅紀（錦鯉）、渡辺隆（錦鯉） |      |
| 80  | 選手権   | 【衝撃】口喧嘩オーディションに間違って現れた超強烈キャラ！                                                                                            | コバにゃん、大井洋一 |      |
| 81  | 選手権   | 【伝説企画が復活】ニセ催眠術師ニシダを操り中に板倉が涙の大爆笑！                                                                                      | 板倉俊之（インパルス）、ニシダ（ラランド）、河村唯、椚マイカ、伏木結晶乃 |      |
| 82  | 選手権   | 【ドッキリ新企画】ウエストランド井口のメンタル破壊！仕掛け人だと思わせて操り中にキレさせろ！                                                          | 井口浩之（ウエストランド）、向葵まる、板倉俊之（インパルス） |      |
| 83  | 選手権   | 【人気企画】大喜利中にギャルが罵倒！みりちゃむのドSツッコミに芸人ボロボロ                                                                             | みりちゃむ、長谷川雅紀（錦鯉）、渡辺隆（錦鯉）、ガク（真空ジェシカ） |      |
| 84  | 選手権   | 【衝撃】100回ボケてツッコむタイムレース ランジャタイで大混乱                                                                                          | 伊藤幸司（ランジャタイ）、国崎和也（ランジャタイ）、志田音々 |      |
| 85  | トーク   | 【ガチトーク】キングコング西野 前編 悩み&不満なんでも話す！                                                                                           | 西野亮廣（キングコング） |      |
| 86  | トーク   | 【ガチトーク】キングコング西野 後編 なぜ僕は叩かれる？西野ぶっちゃける！                                                                              | 西野亮廣（キングコング） |      |
| 87  | 選手権   | 【神展開】オードリー春日がヤバい師匠だったら！？ まさかの裏切りで大号泣！                                                                             | 春日俊彰（オードリー）、雪平莉左 |      |
| 88  | 選手権   | 【地獄企画再び】ツッコミだけの孤独なレース トンツカタン森本 ボケなし空間で大暴れ！                                                                    | 森本晋太郎（トンツカタン） |      |
| 89  | 選手権   | 【初体験】モグライダーともしげ 初めてのドッキリ仕掛け人 ブチギレ・泣きに初挑戦したら！？                                                              | 芝大輔（モグライダー）、ともしげ（モグライダー）、ハリュー |      |
| 90  | トーク   | 【トーク】鬼越トマホーク ケンカ芸の後悔BEST5 懺悔のつもりが毒舌祭                                                                                     | 坂井良多（鬼越トマホーク）、金ちゃん（鬼越トマホーク） |      |
| 91  | 選手権   | 【ドッキリ検証】天然芸能人に怖い話をさせたら下手すぎて即ゲームオーバー！                                                                              | 別府ともひこ（エイトブリッジ）、丸山桂里奈、牧野澪菜、鈴木聖 |      |
| 92  | トーク   | 【妄想トーク】鬼越トマホークが芸能界格闘技大会をガチプレゼン！あの芸能人が本気で戦ったらどうなる！？                                                  | 坂井良多（鬼越トマホーク）、金ちゃん（鬼越トマホーク）、大井洋一 |      |
| 93  | 選手権   | 【TikTokで大人気】ムカつくキャラ三変化！ラバーガール大水に面接官のイライラ爆発！                                                                      | 飛永翼（ラバーガール）、大水洋介（ラバーガール）、大井洋一 |      |
| 94  | トーク   | 【妄想トーク】芸能界天下取り将棋 さらば森田が指揮する地下芸人・人気者・女性芸人を揃えた最強布陣！                                                     | 森田哲矢（さらば青春の光）、東ブクロ（さらば青春の光） |      |
| 95  | トーク   | 【驚愕】みなみかわ夫妻襲来！大物からテレビマンまで妻のDM計画に佐久間ドン引き！                                                                        | みなみかわ、みなみかわの妻（嫁） |      |
| 96  | 選手権   | 【新競技】相方から操られ中に笑ったら負け！東ブクロの顔芸指示で自分を見失う森田！                                                                      | 森田哲矢（さらば青春の光）、東ブクロ（さらば青春の光）、美月千佳、海津雪乃 |      |
| 97  | 選手権   | 【大事件】100回ボケてツッコむタイムレース タイムマシーン3号がまさかの大事件で山本爆発！                                                               | 山本浩司（タイムマシーン3号）、関太（タイムマシーン3号）、新田ゆう |      |
| 98  | 選手権   | 【精神崩壊】ザ・マミィ酒井 板倉が操るアイドルに追い詰められて精神崩壊！「ぶっこみアイドル越え選手権 間島和奏 vs ザ・マミィ酒井」                      | 酒井貴士（ザ・マミィ）、間島和奏、田中めぐみ、板倉俊之（インパルス） |      |
| 99  | トーク   | 【100回記念】おぎやはぎとトーク前編！笑いと涙の20年全記録！                                                                                           | 小木博明（おぎやはぎ）、矢作兼（おぎやはぎ） |      |
| 100 | トーク   | 【初告白】おぎやはぎが初めてマジ語り！この芸人がすごいベスト３！トーク後編                                                                            | 小木博明（おぎやはぎ）、矢作兼（おぎやはぎ） |      |
| 101 | 選手権   | 【罵倒地獄】本日開店！みりちゃむ食堂 ドSケジャンでザ・マミィ地獄！                                                                                    | みりちゃむ、林田洋平（ザ・マミィ）、酒井貴士（ザ・マミィ） |      |
| 102 | 選手権   | 【爆誕】まさかの一発ギャガー平子爆誕！酒井はトムクルーズになってデンジャーゾーンに突入！？「相方ムチャブリタイマンバトル！アルコ&ピース編」           | 平子祐希（アルコ＆ピース）、酒井健太（アルコ＆ピース）、宮瀬なこ、嶋井亜美 |      |
| 103 | 選手権   | 【ほっこり】狩野英孝 俺の悪いとこ言ってくれ選手権！仲良しカナメストーンから想定外のほっこりエピソード連発！                                           | 狩野英孝、山口誠（カナメストーン）、東峰零士（カナメストーン） |      |
| 104 | 選手権   | 【地獄再来】口喧嘩最強女子オーディション2ndシーズン開幕！最強TikToker参戦で佐久間ボコボコ！                                                           | 間宮みりあ、矯正ちゃん、ニシダ（ラランド）、大井洋一 |      |
| 105 | トーク   | 【超豪華】狩野英孝ガチ語り！いじりが凄い大物芸能人ベスト９！                                                                                          | 狩野英孝 |      |
| 106 | トーク   | 【ガチトーク】「オリラジ中田とテレビ 天国と地獄」前編                                                                                                 | 中田敦彦（オリエンタルラジオ） |      |
| 107 | トーク   | 【ガチトーク】「オリラジ中田とテレビ 天国と地獄」後編                                                                                                 | 中田敦彦（オリエンタルラジオ） |      |
| 108 | その他   | 【生配信】登録者数50万人突破記念！ゲストはみりちゃむ・ラランド！                                                                                      | サーヤ（ラランド）、ニシダ（ラランド）、みりちゃむ |      |
| 109 | 選手権   | 【ジャンポケ劇場】とにかくムカつくバイト面接王！売れてない劇団員・オラついてる輩・うどん好きの弟？がバイト面接で佐久間Pをムカつかせる！               | おたけ（ジャングルポケット）、太田博久（ジャングルポケット）、斉藤慎二（ジャングルポケット）、大井洋一 |      |
| 110 | 選手権   | 【奇跡】佐久間Pの代役オーディション カカロニ栗谷がまさかの奇跡を起こす！                                                                              | 栗谷（カカロニ）、すがやなおひろ（カカロニ）、新田ミオ |      |
| 111 | トーク   | 【衝撃】チャンス大城の初出し三大地獄！西成映画館・三浦マイルドの幽霊・芸人永野の暴挙・酒乱けんちゃんなどヤバいエピソード連発！                        | チャンス大城 |      |
| 112 | 選手権   | 【狂気】真空ジェシカ ボケたら自分に電流が流れる究極の状態で、川北はボケと電流どちらを選ぶのか？                                                       | ガク（真空ジェシカ）、川北茂澄（真空ジェシカ）、水谷果絵 |      |
| 113 | 選手権   | 【激白】ぶっこみアイドル越え選手権 東京ホテイソンたける アイドルを通して板倉がガチのダメ出し！？その後たけるが悩み激白！                              | たける（東京ホテイソン）、青山ひかる（sherbet）、田中めぐみ、板倉俊之（インパルス） |      |
| 114 | 選手権   | 【無謀】アルピー平子&岡野陽一 泣ける話のトーンで漏らした話をしたら、もらい泣きを誘えるのか？                                                          | 平子祐希（アルコ&ピース）、岡野陽一、平澤由理、松岡理英、田中めぐみ |      |
| 115 | トーク   | 【名言連発】クズ芸人岡野陽一 ギャンブルで脳汁がドバドバ出たヤバい瞬間ベスト3！                                                                        | 岡野陽一 |      |
| 116 | 選手権   | 【カオス】矯正ちゃん演技レッスンのはずが平子と子役の即興劇に佐久間Pが涙？のカオスな展開に！                                                           | 矯正ちゃん、平子祐希（アルコ&ピース）、前田織音 |      |
| 117 | トーク   | 手島優・納言みゆきの恥ずかしい話を聞きながら、「納豆卵かけUFO」「豚キムラーメンマヨご飯」「ぶっかけ茶碗蒸しご飯」恥ずかしいグルメ３選食べてみた！     | 手島優、薄幸（納言） |      |
| 118 | 選手権   | 【悪夢】ウエストランド 大事なスポンサー仕事中に井口が奇行&暴言連発！荒野行動のミッションクリアを目指す河本はどうする？                                | 井口浩之（ウエストランド）、河本太（ウエストランド）、田中めぐみ |      |
| 119 | 選手権   | 【必見】ミス呂布カルマオーディション開催！グラドル4人があの手この手を使って呂布カルマをニヤつかせる！                                                 | 呂布カルマ、風吹ケイ、竹内花、原つむぎ、まいてぃ |      |
| 120 | 選手権   | 【リクエストSP】ラバーガール 就活面接・高校受験面接・クレーム対応で佐久間Pを極限までムカつかせる！                                                    | 飛永翼（ラバーガール）、大水洋介（ラバーガール）、大井洋一 |      |
| 121 | 選手権   | 【困惑】鬼越トマホーク ウソゴシップ21 ひとつだけまじったマジ話はどれだ！？                                                                            | 坂井良多（鬼越トマホーク）、金ちゃん（鬼越トマホーク）、堀江りほ |      |
| 122 | 選手権   | 【奇跡再び？】カカロニ栗谷 佐久間PをおろしてK-1ラウンドガールを感動で泣かせられるのか！？                                                             | 栗谷（カカロニ）、すがやなおひろ（カカロニ）、芹沢まりな |      |
| 123 | 選手権   | 【ドッキリ検証】ランジャタイの世界に乗りきったらグラドル真田まことがラスト覚醒！？                                                                    | 伊藤幸司（ランジャタイ）、国崎和也（ランジャタイ）、真田まこと |      |
| 124 | 選手権   | 【ドッキリ検証】ニセオーディションでランジャタイにどこまで付き合えるのか？グラドル乙陽葵がラスト大号泣！                                              | 伊藤幸司（ランジャタイ）、国崎和也（ランジャタイ）、乙陽葵 |      |
| 125 | 選手権   | 【大人気企画】なすなかにし 100ボケ100ツッコミチャレンジ！熟練のコンビ芸が炸裂！                                                                       | 中西茂樹（なすなかにし）、那須晃行（なすなかにし）、比留川マイ |      |
| 126 | 選手権   | 【ドM集結】第3回みりちゃむに罵倒されてニヤっとしたら負け大喜利！この中で一番やばいやつが判明する！？                                                  | みりちゃむ、渡辺隆（錦鯉）、林田洋平（ザ・マミィ）、酒井貴士（ザ・マミィ）、田中めぐみ |      |
| 127 | 選手権   | 【大失敗？】手島優 爆乳ヤンキー復活オーディション！…のはずがトラブル発生で企画が一旦中止に！？                                                        | 手島優、伊藤しずな、水沢まい、湊みそら、中村マネージャー |      |
| 128 | その他   | 【衝撃】ランジャタイに全部まかせてスポンサーが地獄を見た後、すごいクオリティで謎CMが完成するまでのリアルドキュメント！                                | 伊藤幸司（ランジャタイ）、国崎和也（ランジャタイ） |      |
| 129 | 選手権   | 【神客】キャバ嬢役みりちゃむの罵倒に錦鯉渡辺の神客っぷりも加速！？史上一番ヤバい実験企画始動！                                                        | みりちゃむ、渡辺隆（錦鯉） |      |
| 130 | 選手権   | 【大ショック】インパルス板倉操る永島聖羅の奇行に、乃木坂ガチファン真空ジェシカガクが地獄を見る！「ぶっこみアイドル越え選手権」                        | 永島聖羅、ガク（真空ジェシカ）、田中めぐみ、板倉俊之（インパルス） |      |
| 131 | 選手権   | 【ローテンション芸】オジンオズボーン篠宮がハイテンション芸を封じられ、チルゥ〜なギャグを連発！「ハイテンション芸人 CHILL OUTドッキリ」                | 篠宮暁（オジンオズボーン） |      |
| 132 | 選手権   | 【感動】ティモンディ高岸がめちゃくちゃへこんでいる一般応募の女性2人を励ましたら、現場全員感動！                                                       | 前田裕太（ティモンディ）、高岸宏行（ティモンディ） |      |
| 133 | 選手権   | かが屋がニセ番組で好き放題アドリブコント！下ネタでボケまくった結果アイドルが笑いをたえきれず！                                                        | 加賀翔（かが屋）、賀屋壮也（かが屋）、牧野澪菜、だっち |      |
| 134 | トーク   | 【豪華】ヒコロヒー 超売れっ子芸人から大御所大女優まで大集合！？「最高に打ち上げが楽しい番組キャスティング会議」                                       | ヒコロヒー |      |
| 135 | 選手権   | 【新ネタ爆誕】Iカップグラドル風吹ケイを板倉が操ったらSexy English Lesson 爆誕！「第3回エステしないエステティシャン選手権」                            | 森本晋太郎（トンツカタン）、風吹ケイ、板倉俊之 （インパルス） |      |
| 136 | トーク   | 【大興奮】オンバト・はねトび・レッドカーペット・M-1で頭角を現し、今も大活躍の芸人が続々登場！「クイズ！お笑いポポロ」                                 | 吉村崇（平成ノブシコブシ） |      |
| 137 | トーク   | 【ガチトーク】バカリズム ピンになってから転機となった4つの仕事・人生で一番ウケたネタ「いろは歌」・思ったようにウケなかったネタ「手品の類」            | バカリズム |      |
| 138 | トーク   | 【名回答10選】バカリズム&佐久間Pが解説する大喜利名回答10選！「バカリズムの歴代大喜利をもう一度味わおう！」                                            | バカリズム |      |
| 139 | トーク   | 【ガチトーク】EXIT ゴッドタン「スナック眉村ちあき」でのEXIT未来日記・追いかけ続けているM-1・会ってすげぇと思った芸人 中川家・麒麟川島・オードリー若林 | りんたろー。（EXIT）、兼近大樹（EXIT） |      |
| 140 | トーク   | 【切り抜き注意】EXIT兼近 素人時代ナメてたけど今ではリスペクトしてる芸人ベスト5！意外な芸人が続々登場！                                                | りんたろー。（EXIT）、兼近大樹（EXIT） |      |
| 141 | 選手権   | 【人気企画】キャバ嬢役みりちゃむの罵倒に、S寄りシソンヌ長谷川はイライラを耐えきれずキレ客に！？「第2回みりちゃむ罵倒キャバクラ神客チャレンジ」        | みりちゃむ、長谷川忍（シソンヌ） |      |
| 142 | その他   | 【コントドッキリ】トム・ブラウン 悪徳業者役のみちおが終始ボケまくる！最後はなぜか漫才にたどり着き「合体」！？                                         | 布川ひろき（トム・ブラウン）、みちお（トム・ブラウン）、竹川由華、だっち |      |
| 143 | 選手権   | 【悶絶】Jカップグラドル風吹ケイのセクシー攻撃をカカロニ栗谷はクールに受け流せるか！？ニヤついて電流ビリビリか！？                                     | 栗谷（カカロニ）、風吹ケイ |      |
| 144 | 選手権   | 【葛藤】絶対マズいと言えない状況で、リポーター役口笛なるおはクソマズ料理を食べきれるのか！？                                                          | 口笛なるお（わらふぢなるお）、ふぢわら（わらふぢなるお）、玉城摩莉奈、池田和子 |      |
| 145 | その他   | 【口喧嘩】ギャルりぃたむはおバカ発覚で大ピンチ！モデルぼんぼんは事務所のプレッシャーを受けて必死に戦う！「第5回口喧嘩最強女子オーディション」         | 中村りおん（りぃたむ）、金久保芽衣 （ぼんぼん）、ニシダ（ラランド）、前川コーファン |      |
| 146 | その他   | 【初電流】佐久間Pが47才にして初電流で悶絶！ボス佐久間のスパイをあぶり出すためみりちゃむが罵倒&尋問するも、2人とも電流地獄！                           | みりちゃむ、栗谷（カカロニ） |      |
| 147 | トーク   | 【計22作品】東野幸治と佐久間Pが今年観たエンタメを語り尽くす！「東野幸治エンタメ報告会2022」                                                           | 東野幸治 |      |
| 148 | その他   | 【操りドッキリ新企画】「第1回 ツッコまれたい女達」〜ボケてみたいグラドルを操り師インパルス板倉先生が思う存分操ったら〜                                | 板倉俊之（インパルス）、ニシダ（ラランド）、日向葵衣 |      |
| 149 | その他   | 【コントドッキリ】ラランドがニセ詐欺業者撃退番組で自由にアドリブコント！何故かニシダ、アイドル、被害者役でエチュードが始まる謎展開に                  | サーヤ（ラランド）、ニシダ（ラランド）、阿部かれん、だっち |      |
| 150 | トーク   | 【必見】紅白マニア放送作家寺坂直毅が語る！「NHK紅白歌合戦 感動&ハプニング グッときた瞬間ベスト10！」                                                  | 寺坂直毅 |      |

### 2023年
| 回  | ジャンル | タイトル | ゲスト | 備考 |
| --- | -------- | --- | --- | ---- |
| 151 | トーク   | 【祝！M-1優勝】ウエストランド ガチトーク！ M-1決勝ネタ「あ〜佐久間さ〜ん」・「みんな井口を軽んじたい」問題・2020年M-1決勝との決定的な違い・河本どうすんの？                                        | 井口浩之（ウエストランド）、河本太（ウエストランド） |      |
| 152 | トーク   | 【トーク】ウエストランドが許せなかった芸人ベスト5！ 初ライブで一緒だった衝撃のコンビ・ネタ最強なのに人気ないピン芸人・だれもが高速で売れるとわかった女性タレントなど                               | 井口浩之（ウエストランド）、河本太（ウエストランド） |      |
| 153 | トーク   | 【狂気】「コロチキナダル ドーピングドッキリ」ナダルの「ドーピングでいっちゃってる」演技がヤバすぎて何も知らないアイドルが恐怖に怯える！                                                            | ナダル（コロコロチキチキペッパーズ）、西野創人（コロコロチキチキペッパーズ）、鵜川もえか |      |
| 154 | トーク   | 【トーク】 コロチキ西野が謝りたい！ナダルが迷惑をかけた芸人ベスト5！あの大御所芸人から大先輩まで失礼エピソード連発！                                                                               | ナダル（コロコロチキチキペッパーズ）、西野創人（コロコロチキチキペッパーズ） |      |
| 155 | 選手権   | 【人気企画】「ななまがり 100ボケ100ツッコミチャレンジ」無限自己紹介・ギャク・架空芸能人など、ななまがりのパラレルワールドに迷い込む！                                                              | 森下直人（ななまがり）、初瀬悠太（ななまがり）、橘舞 |      |
| 156 | 選手権   | 【キャラ大渋滞】ジェラードン アタック西本のコントキャラが抜けないドッキリ！コントキャラが入りすぎて西本の中で大渋滞！                                                                              | アタック西本（ジェラードン）、かみちぃ（ジェラードン）、松本日向 |      |
| 157 | 選手権   | 【ドッキリ】AKB48の1人が今日売れようとムチャしたら…他のメンバーがガチでドン引き！ | 向井地美音（AKB48）、大西桃香（AKB48）、大竹ひとみ（AKB48）、石綿星南（AKB48）、橋本陽菜（AKB48）                                                                                                |      |
| 158 | 選手権   | 【悩殺】Jカップグラドル風吹ケイのセクシー波状攻撃にバキ童ぐんぴぃは正気を保てるのか！？「照れたら即電流！爆乳餃子パーティ」                                                                        | 風吹ケイ、ぐんぴぃ（春とヒコーキ） |      |
| 159 | トーク   | 【トーク】ジェラードン 実際いたらマジで嫌なコントキャラベスト5！今までで一番ウケたキャラ、今後のジェラードンについて佐久間Pにマジ相談などガチトークも！                                            | アタック西本（ジェラードン）、かみちぃ（ジェラードン） |      |
| 160 | 選手権   | 【マッチョvsJカップ】野田クリスタルは風吹ケイの爆乳セクシー攻撃を受けても筋トレを続けられるのか！？                                                                                                | 野田クリスタル（マヂカルラブリー）、風吹ケイ |      |
| 161 | トーク   | 【クリック不可避】令和ロマン松井ケムリ厳選！しょうもないネットニュースの見出しにツッコむ！「ひどいネットニュース見出しランキング」                                                                 | 松井ケムリ（令和ロマン） |      |
| 162 | その他   | ギャルとおじさんがババ抜きしながら口喧嘩したら、佐久間Pイチ抜けで企画破綻の危機に！「口喧嘩ギャルババ抜きオーディション」                                                                          | 田中流瑠、天海りこ、前川コーファン、ニシダ（ラランド） |      |
| 163 | 選手権   | 【ドッキリ検証】ザ・マミィ林田が井浦新だと言い張ってインタビューを受けたら最後までやり通せるのか！？「バレたら即終了！勝手に井浦新 代役オーディション」                                            | 林田洋平 （ザ・マミィ）、和泉あおい |      |
| 164 | トーク   | 【妄想トーク】『HUNTER×HUNTER』幻影旅団を実写化するとしたら…佐久間P・オークラ・篠宮が勝手にガチで妄想キャスティング！                                                                              | オークラ、篠宮暁 |      |
| 165 | トーク   | 【ガチトーク】チュートリアル 大阪時代からのライバル「ブラックマヨネーズ」・バラエティ界に突如現れた「滝沢カレン」の衝撃・好きな若手芸人「ダウ90000」「男性ブランコ」など                           | 徳井義実（チュートリアル）、福田充徳（チュートリアル） |      |
| 166 | トーク   | 【意外】チュートリアル 嫉妬した芸人ベストテン！実力派モノマネ女性芸人・人気若手ユニット・天才ピン芸人など意外な名前が続々登場！1位はあの漫才コンビ！                                               | 徳井義実（チュートリアル）、福田充徳（チュートリアル） |      |
| 167 | 選手権   | キャバ嬢役みりちゃむの進化した罵倒モードに、寡黙な鬼才かもめんたるう大がドM開眼！？「第3回みりちゃむ罵倒キャバクラ神客チャレンジ」                                                                 | みりちゃむ、岩崎う大、槙尾ユウスケ |      |
| 168 | 選手権   | 【捨て身】トータルテンボス 100ボケ100ツッコミチャレンジ！ベテラン漫才師らしからぬ捨て身のボケ連発！二瓶有加はドッキリと気づかずぶっちゃけすぎて自爆！                                              | 藤田憲右（トータルテンボス）、大村朋宏（トータルテンボス）、二瓶有加 |      |
| 169 | その他   | 【NTD】ティモンディ前田 はじめてのハイテンションNTD（ネタ出し）！しみけんの初体験直前インタビューで前田赤面！？                                                                                    | 前田裕太（ティモンディ）、しみけん |      |
| 170 | トーク   | 【懺悔】品川庄司 謝りたい人ベストテン！「あの頃はすみませんでした…」と懺悔したい若い頃のとがりまくっていた激ヤバエピソードを告白！                                                                 | 品川祐（品川庄司）、庄司智春（品川庄司） |      |
| 171 | 選手権   | 【罵倒ハプバー】みりちゃむの罵倒を受けたい神客渡辺が、まさかのハプニング連続で大困惑！？「みりちゃむ罵倒ハプニングバー神客チャレンジ 錦鯉渡辺編」                                                  | みりちゃむ、渡辺隆（錦鯉）、長谷川雅紀（錦鯉）、小田祐一郎（だーりんず） |      |
| 172 | 選手権   | 【仲良く毒出し】三四郎小宮&モグライダーともしげの仲良し同期が、事務所・ラジオ・相方・SNSへのガチ不満を吐き出す！「第2回毒出しリフレッシュセミナー」                                                | 小宮浩信（三四郎）、ともしげ（モグライダー） |      |
| 173 | 選手権   | 【罵倒大喜利】みりちゃむの毒舌にドM錦鯉渡辺とラブレターズ塚本が大興奮！最後にはご褒美が！？「第4回みりちゃむに罵倒されてニヤっとしたら負け大喜利」                                                 | みりちゃむ、渡辺隆（錦鯉）、長谷川雅紀（錦鯉）、塚本直毅（ラブレターズ）、田中めぐみ |      |
| 174 | 選手権   | 【謎現象】インパルス板倉操る中村歩加の謎行動にフルポン村上が恐怖に慄く！「第6回ぶっこみアイドル越え選手権」                                                                                        | 村上健志（フルーツポンチ）、中村歩加、田中めぐみ、板倉俊之 （インパルス） |      |
| 175 | 選手権   | 【ドッキリ】U字工事 益子の栃木愛が強すぎて感情爆発！餃子をめぐって嘘ディレクターと大喧嘩！「U字工事 栃木の縛り強すぎるドッキリ」                                                                   | 福田薫（U字工事）、益子卓郎（U字工事）、くりえみ |      |
| 176 | 選手権   | 【Jカップvs童貞】爆乳グラドル風吹ケイのレベルアップしたセクシー攻撃にカカロニ栗谷悶絶！リアクションがもはやホラーに！ 「照れたら電流！サプライズ誕生日パーティ」                                   | 栗谷（カカロニ）、風吹ケイ |      |
| 177 | 選手権   | 【初体験】しみけんがゾフィー上田に初体験インタビュー！心境を赤裸々に語った後、初めてのハイテンションギャグ披露！                                                                                   | 上田航平（ゾフィー）、しみけん |      |
| 178 | 選手権   | 【神回】ネルソンズ 和田まんじゅうが実は中一で、相方に騙されて大人のふりして芸人を続けてきたけど、我慢の限界でトリオ脱退！？「和田まんじゅう 実は中一ドッキリ」                                     | 和田まんじゅう（ネルソンズ）、青山フォール勝ち（ネルソンズ）、岸健之助（ネルソンズ）、咲田ゆな                                                                                                   |      |
| 179 | 選手権   | 【即興コント】レインボーがニセ結婚サギ撃退番組でアドリブコント！ジャンボ・池田が暴走して気づけばグラドルを巻き込んだ即興大喜利大会に！？                                                           | ジャンボたかお（レインボー）、池田直人（レインボー）、蒼猫いな、だっち |      |
| 180 | 選手権   | 【演技うますぎ】アルピーがマンネリ夫婦のように漫才レスコンビを演じたら、演技がうますぎて愛憎劇からの感動ドラマに！                                                                                 | 平子祐希（アルコ&ピース）、酒井健太（アルコ&ピース）、井ノ口彩矢 |      |
| 181 | 選手権   | 【地獄のネタ出し】ザ・マミィがネタ合わせ中に悩みすぎて、グラドル山吹りょうを巻き込んで全員ネコになった                                                                                             | 林田洋平（ザ・マミィ）、酒井貴士（ザ・マミィ）、山吹りょう |      |
| 182 | 選手権   | 【事件発生】囲碁将棋 100ボケ100ツッコミチャレンジ！グラドル仲根なのかをそっちのけで野球・相撲・懐メロボケ連発！終盤にまさかの事件発生！                                                            | 文田大介（囲碁将棋）、根建太一（囲碁将棋）、仲根なのか |      |
| 183 | 選手権   | 【下ネタ我慢】どぶろっくが本気ネタ8連発！下ネタで笑いたくない二瓶有加 & 松本優は我慢できるのか…？                                                                                                  | 森慎太郎（どぶろっく）、江口直人（どぶろっく）、二瓶有加、松本優 |      |
| 184 | 選手権   | 【サイコスリラードッキリ】ラランドニシダが現場にいる全スタッフに嫌われていたら、居合わせたアイドルは気まずい空気に耐えられるのか…？                                                                | サーヤ（ラランド）、ニシダ（ラランド）、立花ことり |      |
| 185 | 選手権   | 【ボケまくりドッキリ】トータルテンボスがボケ続けて生配信がおしまくった時、進行役田中海咲は乗りきれるのか…？                                                                                        | 藤田憲右（トータルテンボス）、大村朋宏（トータルテンボス）、田中海咲 |      |
| 186 | 選手権   | 【ギャル覚醒】ドM鬼教官ルシファー吉岡が、口喧嘩が苦手なギャル達を指導したら、覚醒してまさかの窮地に！                                                                                              | ルシファー吉岡、あおぽん、天海りこ、田中流瑠 |      |
| 187 | トーク   | 【トーク】トータルテンボス 嫉妬した芸人ベストテン！ツッコミ後輩芸人から尊敬する漫才師まで！ | 藤田憲右（トータルテンボス）、大村朋宏（トータルテンボス） |      |
| 188 | 選手権   | 【新章突入】ベテラン神客 錦鯉渡辺が罵倒キャバクラで新人をドS教育！？ラストはみりちゃむからの衝撃告白で新展開！                                                                                     | 渡辺隆（錦鯉）、みりちゃむ、三浦理香子、中嶋時男 |      |
| 189 | 選手権   | 【催眠ドッキリ】インパルス板倉操るラランドニシダのニセ催眠術に、オーディションに来たアイドル達は自らかかりにいけるのか？                                                                           | 板倉俊之（インパルス）、ニシダ（ラランド）、榎本ゆいな、小見山沙空、神志那結衣 |      |
| 190 | 選手権   | 【真打ち登場】絶好調のインディアンス田渕がノンストップでボケまくり最速記録に挑む！「インディアンス 100ボケ100ツッコミチャレンジ」                                                                  | 田渕章裕（インディアンス）、きむ（インディアンス）、まつきりな |      |
| 191 | 選手権   | 【エステドッキリ】美人エステティシャン新唯を板倉先生が操ったら、お見送り芸人しんいちが新ネタライブを開催！？「第4回エステしないエステティシャン選手権」                                            | お見送り芸人しんいち、新唯、板倉俊之 （インパルス） |      |
| 192 | 選手権   | 【解脱ドッキリ】あばれる君が実は解脱していて裏では何も感じないけど、スタッフの前だけリアクション芸人を演じていたら？                                                                               | あばれる君、山内ともな |      |
| 193 | 選手権   | 【楽屋コントライブ】ダウ90000が共演者にバレずに、楽屋で単独ライブを開催できるのか？ | 蓮見翔（ダウ90000）、園田祥太（ダウ90000）、飯原僚也（ダウ90000）、道上珠妃（ダウ90000）、上原佑太（ダウ90000）、忽那文香（ダウ90000）、中島百依子（ダウ90000）、吉原怜那（ダウ90000）、豊田ルナ |      |
| 194 | 選手権   | 【反省とは】TKO木下が反抗期の娘役みりちゃむを説き伏せようとしたら、「反省」について核心をつかれ感情崩壊！「第3回 娘の反抗期に備えよう選手権」                                                      | 木下隆行（TKO）、みりちゃむ |      |
| 195 | 選手権   | 【ガチラッパードッキリ】ジョイマン高木が裏ではガチのラッパーに憧れていて、仕事のために薬でいつものダジャレキャラを演じていたら？                                                                   | 高木晋哉（ジョイマン）、池谷和志（ジョイマン）、都丸亜華梨 |      |
| 196 | 選手権   | 【グラドル新企画開幕！】Jカップ風吹ケイがラブレターズ溜口を誘惑して30回テレさせる！100ボケ100ツッコミスピンオフ新企画「TERE 30」                                                                   | 風吹ケイ、溜口佑太朗（ラブレターズ） |      |
| 197 | 選手権   | 【下ネタ我慢リベンジ】下ネタで笑いたくない女優二瓶有加は、AMEMIYA&天津木村の本気ネタを笑わず我慢できるのか？                                                                                       | 二瓶有加、AMEMIYA、天津木村 |      |
| 198 | トーク   | 【仰天プラン】みなみかわ夫妻がそれぞれ考える20年後の未来を発表！妻雅代さんの壮大な計画にみなみかわ困惑！                                                                                           | みなみかわ、雅代さん（みなみかわの妻） |      |
| 199 | 選手権   | 【役作りドッキリ】ラバーガール大水が役作りにこだわりすぎた結果、台本の設定を無視して監督と大喧嘩し、CM撮影がまったく進まなかったら？                                                               | ラバーガール、八木沙季 |      |
| 200 | 選手権   | 【電流パン教室】バキ童ぐんぴぃは風吹ケイの誘惑に照れることなく、おいしくパンを焼けるのか？「照れたら電流！Jカップパン教室」                                                                        | 風吹ケイ、ぐんぴぃ（春とヒコーキ） |      |
| 201 | トーク   | 【トーク】スピードワゴン ガチトーク！結成秘話・激イタコンビ時代・バナナマンとの出会い・小沢のNo.1おぎやはぎ・最強ピン芸人 劇団ひとり&バカリズム・「あま〜い」誕生秘話・小沢の号泣事件簿など        | 井戸田潤（スピードワゴン）、小沢一敬（スピードワゴン） |      |
| 202 | トーク   | 【トーク前編】小籔千豊 嫉妬した芸人ベスト10 前編！ざっくりハイタッチ出演秘話・名だたる先輩が認める大阪芸人・"人間オモロい"人気ピン芸人・M-1王者コンビなど5位まで発表！                             | 小籔千豊 |      |
| 203 | トーク   | 【トーク後編】小籔千豊 嫉妬した芸人ベスト10後編！プレーンなんでやねん！No.1芸人・ほぼ全芸人が憧れたあのコンビ・吉本新喜劇レジェンド・1位は芸人になるキッカケとなったコンビ！                       | 小籔千豊 |      |
| 204 | 選手権   | 【とちおとめドッキリ】U字工事 益子が絶対に間違えてはいけない「とちおとめ」をどうしても当てられず、ゴネてキレて大号泣したら？                                                                       | 福田薫（U字工事）、益子卓郎（U字工事）、工藤美桜、松井佐祐里 |      |
| 205 | 選手権   | 【衝撃映像】令和の愛人 真島なおみがきしたかの高野をテレさせまくった結果、前代未聞の衝撃映像に！第2回「TERE 30」                                                                                    | 真島なおみ、高野正成（きしたかの） |      |
| 206 | 選手権   | 【裏では超面倒ドッキリ】トータルテンボスが裏では笑いにこだわる気難しい芸人なのに、本番ではしょうもないボケをしまくったら？                                                                         | 藤田憲右（トータルテンボス）、大村朋宏（トータルテンボス）、蓼沼優衣 |      |
| 207 | 選手権   | 【ガチ説教】インパルス板倉操る間島和奏からのガチダメ出しに、すがちゃん最高No.1のメンタル崩壊！「第7回ぶっこみアイドル越え選手権」                                                                  | すがちゃん最高No.1（ぱーてぃーちゃん）、間島和奏、板倉俊之、松井佐祐里 |      |
| 208 | 選手権   | 【若手実力派登場】令和ロマンがテンポよく進めるも、男子校出身のくるまが美女を前に調子を崩す！？「令和ロマン 100ボケ100ツッコミチャレンジ」                                                          | 髙比良くるま（令和ロマン）、松井ケムリ（令和ロマン）、宮崎あみさ |      |
| 209 | 選手権   | 【女優チャレンジ】女優 二瓶有加はイジリー岡田の楽屋訪問を受けても牛乳を吹き出さず、また5GAPのネタ中に泣くことができるのか？                                                                        | 二瓶有加、イジリー岡田、クボケン（5GAP）、トモ（5GAP） |      |
| 210 | 選手権   | 【舌ドーピングドッキリ】イジリー岡田が裏では全然エロくなくて、高速ベロもできず、ドーピングで無理してビジネスエロをしていたら？「イジリー岡田 ドーピングドッキリ」                                  | イジリー岡田、葉月あや |      |
| 211 | 選手権   | 【名作誕生】オードリー春日が裏では金でしか動かない超ドケチだけど、実は秘めたる想いがあってドケチだったら…？                                                                                        | 春日俊彰（オードリー）、森脇梨々夏 |      |
| 212 | トーク   | 【トーク】オードリー春日に弱音を吐かせたハード仕事ベスト10！芸能界随一の忍耐力を誇る春日が、つい弱音を吐いてしまった仕事とは？                                                                     | 春日俊彰（オードリー） |      |
| 213 | 選手権   | 【下ネタ苦手ドッキリ】どぶろっくが実は下ネタが大の苦手で、裏では超エロい女性マネージャーの言いなりだったら…？                                                                                      | 森慎太郎（どぶろっく）、江口直人（どぶろっく）、一ノ瀬のこ、大槻ひびき |      |
| 214 | 選手権   | 【ドヤ顔炸裂】バキ童ぐんぴぃはイケメンよりモテる宅飲みパーティで、Jカップ風吹ケイに誘惑されても照れずにいられるか？                                                                                | ぐんぴぃ（春とヒコーキ）、風吹ケイ、及川勝成 |      |
| 215 | 選手権   | 【新装開店】みりちゃむ罵倒キャバクラを錦鯉渡辺がオーナーとして新装開店！？ラランドニシダが来店するもドM地獄となり収拾不能に！                                                                      | 渡辺隆 （錦鯉）、みりちゃむ（大木美里亜）、二シダ（ラランド） |      |
| 216 | トーク   | 【トーク前編】爆笑問題がスターだと思う人ベスト3前編！昭和のレジェンドが続々登場！太田の価値観を変えたビートたけしと談志師匠の思い出                                                                | 太田光（爆笑問題）、田中裕二（爆笑問題） |      |
| 217 | トーク   | 【トーク後編】爆笑問題がスターだと思う人ベスト3後編！今も昔もずっと輝いている明石家さんま・田中が一番憧れていてこの人になりたかった久米宏                                                          | 太田光（爆笑問題）、田中裕二（爆笑問題） |      |
| 218 | 選手権   | 【全部ゴミドッキリ】マシンガンズ滝沢が裏ではゴミに取り憑かれていて、目に見えるものすべてがゴミに見えていたら？                                                                                     | 滝沢秀一（マシンガンズ）、西堀亮（マシンガンズ）、伊桜あか星 |      |
| 219 | トーク   | 【トーク】錦鯉渡辺 嫉妬した芸人ベスト10！売れる前からぶれないピン芸人・コンビ仲がめちゃくちゃいいKOC王者・できないことがない万能ツッコミ芸人・1位は渡辺が大好きな漫談最強芸人！                    | 渡辺隆（錦鯉） |      |
| 220 | 選手権   | 【クズ弁護士ドッキリ】こたけ正義感が裏ではめちゃくちゃ金に汚い悪徳弁護士だったら…？ | こたけ正義感、千葉祐夕 |      |
| 221 | 選手権   | 【下僕ドッキリ】ぱーてぃーちゃん すがちゃん最高No.1が、裏ではきょんちぃ・信子の言いなりで下僕のような扱いを受けていたら？                                                                          | すがちゃん最高No.1（ぱーてぃーちゃん）、金子きょんちぃ（ぱーてぃーちゃん）、信子（ぱーてぃーちゃん）、桐原美月                                                                                   |      |
| 222 | 選手権   | 【第2回ツッコまれたい女たち】板倉先生操るアイドル反田葉月がトンツカタン森本にボケまくったが、気づけば立場逆転で森本にツッコミガチ指導！？                                                          | 反田葉月、森本晋太郎（トンツカタン）、板倉俊之 |      |
| 223 | トーク   | 【トーク】イジリー岡田 やりすぎた仕事ベスト10！無茶しすぎた寝起きドッキリ芸・今では考えられないリアクション仕事・伝説の深夜番組「ギルガメ」など                                                    | イジリー岡田 |      |
| 224 | 選手権   | 【究極の選択ドッキリ】ピュアすぎるアイドル森脇梨々夏は、イジリー岡田に「今日引退なので嫌がらないで」と言われた一方、ディレクターには「嫌がって」と言われたら、エロ楽屋訪問でどうリアクションする？ | 森脇梨々夏、イジリー岡田 |      |
| 225 | 選手権   | 【鬼怒川温泉ドッキリ】U字工事 益子の栃木愛が強すぎて、温泉No.1は鬼怒川だと言い張りスタッフと大喧嘩したら？                                                                                         | 福田薫（U字工事）、益子卓郎（U字工事）、高鶴桃羽 |      |
| 226 | 選手権   | 【女優チャレンジ第4弾】女優 二瓶有加は別れ話を切り出してくる彼氏役が激キモでも、演技で泣くことはできるのか？                                                                                       | 二瓶有加、大鶴肥満（ママタルト） |      |
| 227 | 選手権   | 【罵倒食レポ】アンジャッシュ渡部はみりちゃむからの罵倒に屈せず、おいしそうに食レポできるのか？ | みりちゃむ（大木美里亜）、渡部建（アンジャッシュ） |      |
| 228 | 選手権   | 【マッチョ vs Jカップ第2弾】東京ホテイソンショーゴはグラドル風吹ケイのセクシー攻撃に惑わされず、真摯にトレーニングを続けられるのか？                                                               | ショーゴ（東京ホテイソン）、風吹ケイ |      |
| 229 | 選手権   | 【恐怖】NMB48渋谷凪咲が裏ではお笑いにストイックすぎて、後輩にも面白い回答を強要する大喜利モンスターだったら？                                                                                      | 渋谷凪咲（NMB48）、坂田心咲（NMB48）、日比野芽奈（ラフ×ラフ）、夏目涼風（ラフ×ラフ） |      |
| 230 | 選手権   | 【解放】TKO 100ボケ100ツッコミチャレンジ！解き放たれたTKOが自虐ネタで北野日奈子を困らせる！？ | 木本武宏（TKO）、木下隆行（TKO）、北野日奈子 |      |
| 231 | 選手権   | 【怪物誕生】カカロニ栗谷がすぐスタッフや共演者を好きになっちゃうから、裏では異常なほど女性を遠ざけていたら？                                                                                       | 栗谷（カカロニ）、三浜ありさ |      |
| 232 | トーク   | 【トーク】インパルス板倉がもし社交的だったら作りたかった妄想板倉軍団を10人発表！「妄想板倉軍団ベスト10」                                                                                           | 板倉俊之（インパルス） |      |
| 233 | 選手権   | 【激戦】呂布カルマを照れさせるため、グラドルの猛者達が集結！ミス呂布カルマ2023の栄冠は誰の手に！？                                                                                                 | 呂布カルマ、水那しおね、イ・リン、火将ロシエル、鈴木聖 |      |
| 234 | 選手権   | 【第3回ツッコまれたい女たち】操り師板倉先生の指示を完璧にこなす安田乙葉のうますぎる演技に、東京ホテイソンたけるが意気消沈！？                                                                      | 安田乙葉、たける（東京ホテイソン）、板倉俊之（インパルス） |      |
| 235 | 選手権   | 【説教弁当ドッキリ】かが屋が事務所社長から説教されている中、気にせず弁当を食べたら、楽屋で居合わせたアイドル相楽伊織はどう反応する？                                                               | 加賀翔（かが屋）、賀屋壮也（かが屋）、相楽伊織、渡部遼介（ニセ社長役） |      |
| 236 | トーク   | 【トーク前編】鈴木おさむが目撃した伝説の瞬間ベスト10前編！オードリー若林から沢尻エリカ、浜崎あゆみ、マドンナ、マイケルジャクソンまでレジェンドとのエピソードが続々！                               | 鈴木おさむ（放送作家） |      |
| 237 | トーク   | 【トーク後編】鈴木おさむが目撃した伝説の瞬間ベスト10後編！Z李に会った話・木村拓哉vs熱湯風呂・めちゃイケ濱口ドッキリ伝説・2011年のSMAP・「笑っていいとも！」芸人秘話など                            | 鈴木おさむ（放送作家） |      |
| 238 | 選手権   | 【エゴ芸人ドッキリ】芸人みなみかわがボケ禁止の状況で、台本全無視で自分の笑いを貫きボケまくった結果、ラストにグラドル相沢菜月のエゴが爆発！？                                                       | みなみかわ、相沢菜月 |      |
| 239 | 選手権   | 【悪魔の企画爆誕】カメラマン かが屋加賀はグラドル西綾乃の誘惑に屈せず、照れずにグラビア撮影できるのか？照れたら賀屋に即電流で魂の絶叫！                                                            | 加賀翔（かが屋）、賀屋壮也（かが屋）、西綾乃 |      |
| 240 | 選手権   | 【笑われたら即電流】ラランドニシダはサーヤから指示されたむちゃくちゃな夢でも、熱く真剣に語ることで、モデルぴょなに笑われず信じてもらえるか！？                                                     | サーヤ（ラランド）、ニシダ（ラランド）、ぴょな |      |
| 241 | 選手権   | 【悶絶】心身ともにお疲れの錦鯉渡辺を、みりちゃむの罵倒と本気のマッサージでほぐしまくる！「みりちゃむ罵倒マッサージ」                                                                               | 渡辺隆 （錦鯉）、みりちゃむ（大木美里亜）、飯塚さん |      |
| 242 | 選手権   | 【2ndシーズン開幕】ラランド 100ボケ100ツッコミに2年ぶりの再登場！サーヤのキレッキレなボケに、ニシダが進化したツッコミを魅せる！                                                                    | サーヤ（ラランド）、ニシダ（ラランド）、増田彩乃 |      |
| 243 | 選手権   | 【罵倒レッスン#1】ピュアすぎる鵜川もえかと高鶴桃羽は、みりちゃむ先生指導のもとラランドニシダを罵倒できるのか？                                                                                     | みりちゃむ（大木美里亜）、鵜川もえか、高鶴桃羽、ニシダ（ラランド） |      |
| 244 | 選手権   | 【ザコシドーピングドッキリ】ハリウッドザコシショウが裏ではハイテンションを保つため、酒・怪しいグミ・電流に手を染めていたら？                                                                       | ハリウッドザコシショウ、田辺梨華 |      |
| 245 | 選手権   | 【かくれんぼNGドッキリ】矢口真里が楽屋でも食レポするほどの異常なテレビモンスターなのに、かくれんぼだけ絶対NGだったら…！？                                                                          | 矢口真里、香椎ゆい（BLACK PRINCESS）、天宮るな（BLACK PRINCESS） |      |
| 246 | トーク   | 【トーク】東野幸治と佐久間Pが2023年を振り返る！東野が選ぶ今年の顔「佐久間宣行」・佐久間Pが感じた東野驚異のMC力・2024年はママタレがテレビを席巻？など                                               | 東野幸治 |      |
| 247 |          | 【罵倒インタビュー】東京ホテイソンはかっこいいインタビュー中に、背後のみりちゃむから罵倒されても受け流せるのか！？                                                                                 | 東京ホテイソン、みりちゃむ |      |
| 248 | トーク   | 【計27作品】東野幸治 エンタメ報告会2023！今年観た映画・ドラマ・アニメなどを2人で語り合う！ | 東野幸治 |      |

### 2024年
| 回  | ジャンル | タイトル | ゲスト | 備考 |
| --- | -------- | --- | --- | --- |
| 249 |          | 【ツッコまれたい女たちリベンジ】トンツカタン森本を以前とまったく同じドッキリ企画で呼び出し、板倉先生操る女優と再対決させたらどうなる！？                                                      | 山田かな、森本晋太郎（トンツカタン）、板倉俊之（インパルス） | |
| 250 |          | 【脳汁ドッキリ】相席スタート山添が脳汁を出しまくるために、仕事からプライベートまで何もかもギャンブルで決めていたら！？                                                                        | 山添寛（相席スタート）、陽向舞 | |
| 251 |          | 【裏では陽キャドッキリ】森三中黒沢が裏では芸能界をエンジョイしてるリア充だけど、カメラが回ると途端に暗くなる隠キャを演じたら、怖すぎて何も知らない石川翔鈴が大号泣！                          | 黒沢かずこ（森三中）、石川翔鈴 | |
| 252 |          | 【下ネタ方向性解散ドッキリ】どぶろっくが裏では音楽性の違いで揉めるバンドマンみたいに、下ネタの方向性で喧嘩したけど、結局女マネが一番エロかったら？                                            | どぶろっく、吉沢朱音、大槻ひびき | |
| 253 |          | 【茨城NGドッキリ】U字工事 益子が栃木を愛するあまり、ライバル茨城のVTRを絶対見ないと言い張り、スタッフと大喧嘩したら？                                                                         | U字工事、森みはる | |
| 254 | トーク   | 【トーク】どぶろっく キツかった仕事ベスト7！下ネタならではの苦労話・今の芸風となったルーツ・M-1敗者復活戦での漫才 など                                                                        | どぶろっく | |
| 255 |          | 【誘惑インタビュー】ぱーてぃーちゃん すがちゃん最高No.1は、Jカップインタビュア風吹ケイからセクシー質問を受けても照れずに答えられるのか？                                                      | すがちゃん最高No.1（ぱーてぃーちゃん）、風吹ケイ | |
| 256 |          | 【はいー言わないドッキリ】やす子が裏ではめちゃくちゃ感じの悪い芸人を演じようとしたが、無理がたたって錯乱状態になり暴言連発！？                                                                | やす子、立花琴未（CANDY TUNE） | |
| 257 |          | 【第3回TERE30】令和の愛人 真島なおみのパワーアップしたセクシー攻撃に、ラランドニシダが我慢の限界！？                                                                                          | 真島なおみ、ニシダ（ラランド） | |
| 258 |          | 【解脱ドッキリ2024】あばれる君が裏では解脱していて何も感じないドッキリを仕掛けたが、ビリビリ洗濯バサミレモンなどレベルアップしたチャレンジに大悶絶！？                                        | あばれる君、鶴田美月 | |
| 259 |          | 【自虐連発】プラス・マイナス 100ボケ100ツッコミチャレンジ！岩橋の自虐ネタと兼光のモノマネでメチャクチャな展開に！                                                                             | プラス・マイナス、山口るあ | |
| 260 |          | 【超絶イケメンドッキリ】ノンスタイル井上をスタッフ全員が「世界一のイケメン」扱いしていたはずが、実はすべて井上を想っての嘘だったと知らされたら？                                              | 井上裕介（NON STYLE）、サブリナ | |
| 261 |          | 【超理不尽企画再び】カメラマンかが屋加賀が、グラビア撮影中に青科まきの誘惑に照れたら、賀屋に即電流！今回も理不尽爆発で賀屋が大咆哮！                                                          | かが屋、青科まき | |
| 262 | トーク   | 【トーク】シソンヌ長谷川 芸能界天下取り将棋！ガチで考え抜いた最強布陣「シソンヌキングダム」を発表！                                                                                           | 長谷川忍（シソンヌ） | |
| 263 |          | 【逸材発見】アルピー平子 5Gじゃないと普段の実力をまったく発揮できないドッキリのはずが、予想外に福留光帆の大喜利が爆発！                                                                       | アルコ&ピース、福留光帆 | NTTドコモ home 5Gとのタイアップ                                                                                                  |
| 264 |          | 【第5回ツッコまれたい女たち】板倉先生操る安田乙葉が今回も抜群の芝居でボケまくったら、きしたかの高野が大声ツッコミ以外の新たな武器「BARのマスター」を見つける！？                              | 高野正成（きしたかの）、安田乙葉 | |
| 265 |          | 【大喜利イップスドッキリ】ザ・マミィ酒井がスベるのをビビって大喜利に答えられず号泣した後、林田と川岸瑠那に応援され勇気を出して答えた渾身の回答は！？                                          | ザ・マミィ、川岸瑠那 | 映画『FLY!/フライ!』とのタイアップ                                                                                               |
| 266 |          | 【緊急企画】タレント福留光帆が大喜利の逸材なのかドッキリ検証したら、爆笑回答連発・フリートークもゲキ強で、仕掛け人トンツカタン森本が震え上がる！                                              | 福留光帆、森本晋太郎（トンツカタン）、酒井健太（アルコ&ピース） | |
| 267 |          | 【カオスモノマネ6連発】二瓶有加とすみぽんは、キンタロー。のカオスモノマネに笑わず、牛乳を吹き出すことなく我慢できるのか？ラストのネタは「佐久間宣行」！？                                     | キンタロー。、二瓶有加、すみぽん（高倉菫） | |
| 268 |          | 【君の名は。電流チャレンジ】Jカップ風吹ケイとカカロニ栗谷の身体が入れ替わったら？という設定で、栗谷が照れても演技がダメでも即電流の中、新境地を切り拓く！                                     | 栗谷（カカロニ）、風吹ケイ | |
| 269 | トーク   | 【トーク】麒麟川島 嫉妬した芸人ベスト10！「このランキングをここから決めた」というダントツの1位はあの最強コンビ！                                                                              | 川島明（麒麟） | |
| 270 | トーク   | 【トーク】インパルス板倉 嫉妬した芸人ベスト10！板倉が抱えていた様々な「言い訳クリスタル」を粉砕した芸人たちを本音で話す！                                                                     | 板倉俊之（インパルス） | |
| 271 |          | 【エロいこと言うで〜ドッキリ】清水あいりがセクシー全開でエロいことを言いそうなのにまったく言わなかった時、マジメな童貞はそれでも興奮できるのか！？                                            | 清水あいり、榎本淳（青色1号） | |
| 272 |          | 【新キャラ発掘】第1回自虐美女オーディション！怪しいビジネス・望まれない筋肉・炎上連発など様々な自虐を美女たちが告白！                                                                         | 時希美穂、もえぴ、渡辺未詩、日下部美愛、大井洋一 | |
| 273 |          | 【佐久間×佐久間×佐久間】佐久間だらけの「僕らの時代」。佐久間Pがキンタロー。栗谷にイラっとしたら即電流！                                                                                       | キンタロー。、栗谷（カカロニ） | |
| 274 |          | 【熾烈】カカロニ栗谷の童貞ポジションを奪うのは俺だ！ブレイキング童貞オーディション！ | 渡理輝也（ジョンドウ）、草山公汰（たらちね）、森本サイダー | |
| 275 |          | 【検証企画】大喜利の逸材 福留光帆はトンツカタン森本を相手に、ボートレース場でのロケをうまく回せるのか？                                                                                       | 福留光帆、森本晋太郎（トンツカタン） | |
| 276 | トーク   | 【トーク】ラランドサーヤ いろんな意味で引いちゃった芸能人ベスト10！かっこ良すぎて気持ち悪い大先輩・人の良さと面白さが共存した天才・1位は絶対的で大好きな大物ベテラン芸人！                    | サーヤ（ラランド） | |
| 277 | トーク   | 【トーク】ダウ90000蓮見 嫉妬した芸人&クリエイターベスト10！日芸後輩Vaundy・同い年のトリオ四千頭身・ああなりたかったぱーてぃーちゃん・1位は誰もが認める圧倒的なカリスマクリエイター！          | 蓮見翔（ダウ90000） | |
| 278 |          | 【マジ復讐ドッキリ】ラランドニシダがサーヤからボロカスに言われすぎた結果、積年の恨みが爆発してサーヤへ復讐しようとしたら？                                                                    | ラランド、黒嵜菜々子 | BLACK LAGOON Heaven's Shotとのタイアップ                                                                                         |
| 279 | トーク   | 【トーク】野田クリスタル 嫉妬した芸人ベスト10！ずっと追いつけない同い年ハライチ・センスに惹かれるロコディ・かっけーと憧れる真空ジェシカ&ランジャタイ・1位は一生変わらないと豪語するあの芸人！ | 野田クリスタル（マヂカルラブリー） | |
| 280 |          | 【待望】見取り図 100ボケ100ツッコミチャレンジ！盛山のラップからリリーの下ネタ、橘を巻き込んでのコンパネタまでフルスロットル！                                                                 | 見取り図、橘和奈 | |
| 281 |          | 【罵倒村#1】「早く逃げろ」編 アンジャッシュ渡部・ザ・マミィ酒井・カカロニ栗谷は、村人全員が罵倒してくる地獄の村でのロケを耐え続けられるのか？                                                 | 渡部建（アンジャッシュ）、酒井貴士（ザ・マミィ）、栗谷（カカロニ）、マギー、桃月なしこ、ニシダ（ラランド）、渡部亮介、安城久美子、高崎佳代、古川慎、藤本洋子、水野友雅、仲道智美、浅沼心、眞島煌芽、尾杉麻友、伊藤亜斗武、早河ルカ、MIMI、成田あすか | 英語吹替として岩崎う大（かもめんたる）が渡部役、森本晋太郎（トンツカタン）が酒井役、アイクぬわら（超新塾）が栗谷役で入っている。 |
| 282 |          | 【罵倒村#2】「新しい扉」編 錦鯉渡辺&みりちゃむ登場！罵倒高校・罵倒村診療所で芸人たちが悶絶する！                                                                                              | 渡部建（アンジャッシュ）、酒井貴士（ザ・マミィ）、栗谷（カカロニ）、渡辺隆（錦鯉）、みりちゃむ、桃月なしこ、今井アンジェリカ、おひな、なつか、犬嶋英沙、八鍬有紗、かとみか、安田乙葉、鈴木珠子、清川誠史郎、マキタスポーツ、立野沙紀、近藤千種、飯塚さん、浅見優衣 | 英語吹替として岩崎う大（かもめんたる）が渡部役、森本晋太郎（トンツカタン）が酒井役、アイクぬわら（超新塾）が栗谷役で入っている。 |
| 283 |          | 【罵倒村#3】「村の謎」編 風吹ケイが営むお店で休憩するはずが電流地獄！？罵倒祭で村の謎が解き明かされる！                                                                                       | 渡部建（アンジャッシュ）、酒井貴士（ザ・マミィ）、栗谷（カカロニ）、渡辺隆（錦鯉）、マギー、桃月なしこ、マキタスポーツ、風吹ケイ、みりちゃむ、ニシダ（ラランド）、今井アンジェリカ、きぃいりぷ、おひな、なつか、犬嶋英沙、八鍬有紗、かとみか、早川ルカ、MIMI、中村りおん、蘭、田中流瑠、乙葉、安田乙葉、鈴木珠子、清川誠史郎、立野沙紀、近藤千種、飯塚直樹、伊藤亜斗武 | 英語吹替として岩崎う大（かもめんたる）が渡部役、森本晋太郎（トンツカタン）が酒井役、アイクぬわら（超新塾）が栗谷役で入っている。 |
| 284 |          | 【リアルアンチヒーロードッキリ】こたけ正義感が裏では金に汚いクズ弁護士で番組スタッフから絞り取ろうとした結果、恨まれて復讐されたら？                                                          | こたけ正義感、池本しおり、伊藤亜斗武、森くるみ | |
| 285 |          | 【栃木愛ドッキリ？】U字工事 益子の栃木愛が強すぎるドッキリのはずが、気づけばスタッフを巻き込んでオオルリオーディション開催！？                                                                | U字工事、竹内星菜 | ston s（ストンエス）とのタイアップ                                                                                               |
| 286 |          | 【衝撃記録】令和ロマン 100ボケ100ツッコミチャレンジ2nd！超速テンポでのボケツッコミで衝撃の記録爆誕！                                                                                          | 令和ロマン、七瀬みるあ | |
| 287 |          | 【止めないで〜】『カメ止め』上田監督のゲキヤバ要求に何も知らないグラドル桃木兎羽がすべて応えた結果、仕掛け人ザ・マミィ林田が逆に追い込まれてマジ凹み！                                        | 上田慎一郎、林田洋平（ザ・マミィ）、桃木兎羽 | 全興連とのタイアップ |
| 288 |          | 【相方検証】逸材 福留光帆の相方として、トンツカタン森本はやっていけるのか？を検証するはずが気づけば即興大喜利大会に！                                                                         | 福留光帆、森本晋太郎（トンツカタン） | |
| 289 |          | 【牛乳我慢チャレンジ第5弾】女優 二瓶有加は男女コンビ「ニッキューナナ」のエロネタを見ても、牛乳を吹かずに我慢できるのか？                                                                      | 二瓶有加、ニッキューナナ | |
| 290 |          | 【グルメウォーズ】ワンオペ町中華 最速料理人 vs 大食い力士軍団 90分間爆速で提供され続ける町中華料理を、力士軍団は完食できるのか？                                                              | ワンヘイキ、佐久間貴之、岡崎大樹、佐藤和政、山本樹歩、坂本航貴、平野雄也、矢野武 | |
| 291 |          | 【Jカップvs童貞新星】ブレイキング童貞初代勝者ジョンドウ渡は、風吹ケイのJカップセクシーラッシュを照れずに我慢できるのか？                                                                      | 渡理輝也（ジョンドウ）、風吹ケイ | |
| 292 |          | 【森脇号泣】ピュアすぎるアイドル森脇梨々夏へ久しぶりにドッキリを仕掛けたら、かが屋の芝居がうますぎて思わぬ感動の結末に！                                                                      | 森脇梨々夏、加賀翔（かが屋）、賀屋壮也（かが屋） | |
| 293 |          | 【罵倒脱毛サロン#1】罵倒ナース立野沙紀が、ちゃんぴおんず大崎のムダ毛とプライドを根こそぎむしり取る！                                                                                          | 立野沙紀、日本一おもしろい大崎（ちゃんぴおんず） | |
| 294 |          | 【THE SECOND王者参戦】ガクテンソク 100ボケ100ツッコミチャレンジ！奥田は体を張りよじょうはノンストップでモノボケ連発！                                                                         | よじょう（ガクテンソク）、奥田修二（ガクテンソク）、佐藤和奏 | |
| 295 |          | 【またも逸材？】ドッキリ仕掛け人アルピーからのむちゃブリトークにアイドル姫野ひなのがくらいついていった結果、不思議トーク連発で企画があらぬ方向に！                                            | 平子祐希（アルコ＆ピース）、酒井健太（アルコ＆ピース）、姫野ひなの（#Mooove!） | |
| 296 |          | 【罵倒村 完全版】もしも村人全員が罵倒してくる村を、芸人がロケしたら？ | 渡部建（アンジャッシュ）、酒井貴士（ザ・マミィ）、栗谷（カカロニ）、渡辺隆（錦鯉）、マギー、桃月なしこ、マキタスポーツ、風吹ケイ、みりちゃむ、ニシダ （ラランド）、今井アンジェリカ、おひな、なつか、犬嶋英沙、八鍬有紗、かとみか、早川ルカ、MIMI、中村りおん、きぃいりぷ、蘭、田中流瑠、乙葉、安田乙葉、鈴木珠子、清川誠史郎、立野沙紀、近藤千種、飯塚直樹            | |
| 297 |          | 【緊急事態】マユリカ 100ボケ100ツッコミチャレンジ！デビュー3ヶ月のグラドル榎原が引き起こした事態にマユリカ大困惑！                                                                            | 阪本（マユリカ）、中谷（マユリカ）、榎原依那 | |
| 298 |          | 【あるあるできないドッキリ】土佐兄弟 有輝が暗黒時代のトラウマのせいで、高校あるあるネタがまったくできなかったら？                                                                             | 卓也（土佐兄弟）、有輝（土佐兄弟）、古川聖奈 | |
| 299 |          | 【森脇に逆ドッキリ】ピュアすぎる森脇梨々夏は「ドッキリ仕掛け人」として、本物の仕掛け人すがちゃん最高No.1が予想外の行動をしても心折れずにやり遂げられるのか？                                  | 森脇梨々夏、すがちゃん最高No.1（ぱーてぃーちゃん） | |
| 300 | トーク   | 【トーク】松丸友紀 嫉妬したアナウンサーベスト7！テレ東退社後はじめて佐久間Pとトークしたら、まさかのラストに号泣！                                                                             | 松丸友紀 | |
| 301 | トーク   | 【トーク】渋谷凪咲 迷惑かけた&お世話になった人7選！バラエティの修羅場を生き抜いてきたエピソード連発！                                                                                         | 渋谷凪咲 | |
| 302 |          | 【ニシダウザ怖ドッキリ】ラランドサーヤ操るニシダが、裏では超陽キャのモテキャラでめちゃくちゃウザいやつだったら？                                                                              | サーヤ（ラランド）、ニシダ（ラランド）、かとゆり、犬塚マサオ、宮地花奈 | |
| 303 |          | 【第6回ツッコまれたい女たち】操り師板倉先生×安田乙葉の相性抜群コンビがボケまくり、AD鶴巻も参戦してシソンヌ長谷川大困惑！                                                                      | 長谷川忍（シソンヌ）、安田乙葉、板倉俊之（インパルス） | |
| 304 | トーク   | 【トーク】風吹ケイ 嫉妬した体ランキングベスト10！「地上最強グラドル」の予想外な性癖も明らかに！                                                                                               | 風吹ケイ | |
| 305 |          | 【一心同体ボートレース】福留光帆が買ったのとまったく同じ舟券を佐久間Pが10倍の金額で買ってみた時、2人に勝利の女神は微笑むのか！？                                                              | 福留光帆 | |
| 306 |          | 【加賀の照れvs賀屋の体力】カメラマンかが屋加賀がグラドル白石希望の誘惑に照れたら、賀屋に即電流！翔くん&のんちゃんのコンビ攻撃に賀屋は体力限界！？                                             | 加賀翔（かが屋）、賀屋壮也（かが屋）、白石希望 | |
| 307 | トーク   | 【トーク】アルコ＆ピース これがなければもっと早く売れていたかも…しくじりエピソードベスト4！                                                                                                   | 平子祐希（アルコ＆ピース）、酒井健太（アルコ＆ピース） | |
| 308 |          | 【ONE PIECE公認ドッキリ】尾田栄一郎先生が原作最終回の原稿をいつも持ち歩いていて、流出しそうになったら！？ラストにまさかの尾田先生ご本人も登場！                                               | 加賀翔（かが屋）、賀屋壮也（かが屋）、佐々木ほのか（アップアップガールズ（2））、瀬尾タクヤ | |
| 309 |          | 【9/14土オープン】罵倒カフェ最終オーディション！カカロニ栗谷が、SM風・ババァ系・強ツッコミで罵倒されまくる！                                                                                  | 栗谷（カカロニ）、大井洋一、前川コーファン、ナギノエナ、原田菜々実、ペピ、上原栞音（爆音少女症候群）、橘あやか、和中みらい | |
| 310 |          | 【罵倒脱毛サロン#2】罵倒ナース立野沙紀に、お見送り芸人しんいちが興奮しすぎて変態爆発！ | 立野沙紀、お見送り芸人しんいち | |
| 311 |          | 【罵倒カフェメニュー公開！】罵倒カフェ「OMOKENASHI」のメニューを佐久間Pとみりちゃむが試食！                                                                                                   | みりちゃむ | |
| 312 |          | 【新企画イライラ20】福留光帆は何も知らないラランドニシダを、20回イライラさせられるのか？ | 福留光帆、ニシダ（ラランド） | |
| 313 |          | 【イチャイチャ50】トータルテンボスがボケ・ツッコミ・イチャイチャを50回やる新企画のはずが、藤田が大苦戦してニセDが直接指導！？                                                                 | トータルテンボス、立花紫音、伊藤亜斗武 | |
| 314 |          | 【罵倒レッスン#2】ピュアすぎる森脇梨々夏は、口喧嘩ギャルみりちゃむにレッスンしてもらった後、きしたかの高野を罵倒できるのか？                                                                  | 森脇梨々夏、みりちゃむ、高野正成（きしたかの） | |
| 315 |          | 【トーク】麒麟川島 大喜利&たとえツッコミ名回答10選！IPPONグランプリ・M-1グランプリ記者会見・ラヴィット！での名場面をプレイバック！                                                            | 川島明（麒麟） | menuとのタイアップ |
| 316 |          | 【名勝負】みりちゃむ罵倒カフェに岡田康太が初来店！キレッキレの罵倒接客を岡田は耐えられるのか？                                                                                                | みりちゃむ、岡田康太 | |
| 317 |          | 【現場騒然】アイドルプロレスラーにチョップされたいドM芸人オーディション！…のはずが、場外からドS&ドMニュースター誕生！？                                                                       | 渡辺未詩、日本一おもしろい大崎（ちゃんぴおんず）、小野島徹（駆け抜けて軽トラ）、とう（ウォーターズ）、ワンダー榮田（キャラメルパンダ） | |
| 318 |          | 【罵倒Vtuber爆誕】佐久間Pが四千頭身都築と一緒に、スタッフが爆誕させた罵倒Vtuberに会ってみたら都築がボッコボコに！？                                                                           | 五百鬼ノノシル、都築拓紀（四千頭身） | |
| 319 |          | 【牛乳or電流】チャンス大城のエグい話にすみぽんが笑ったら芸能界引退！笑わなかったら大城に即電流！                                                                                              | チャンス大城、すみぽん（高倉菫） | |
| 320 |          | 【トーク】三谷幸喜が考える、この人絶対に役者として伸びると思うお笑い芸人ベスト5！ | 三谷幸喜 | |
| 321 |          | 【トーク】福留光帆 半年前のニートだった自分が聞いたら腰抜かす事件ベスト7！ | 福留光帆 | |
| 322 |          | 【豹変ドッキリ】U字工事 益子が栃木をバカにされてキレたと思いきや、突然豹変してすべてを優しく受け入れたら！？                                                                                  | U字工事、新井サブリナ、古野美優、明石ゆいな | |
| 323 |          | 【ボケラッシュ】ヤーレンズ 100ボケ100ツッコミチャレンジ！超速ボケ連打で王座を狙う！？ | ヤーレンズ、高塚サラサ | |
| 324 |          | 【トーク】永野 嫉妬した芸人ベスト10！ 地下芸人の顔だったM-1王者・先輩との飲み会にヘッドホンをつけたまま現れたアラサー芸人・1位はお笑い界のフュリオサ！                                        | 永野 | |
| 325 |          | 【イライラ20 #2】福留光帆が四千頭身 都築を20回イラつかせる！…はずがラッシュが止まらず都築ノックアウト！                                                                                       | 福留光帆、都築拓紀（四千頭身） | |
| 326 |          | 【トーク】野呂佳代 人生で忘れられない言葉10選！ 秋元康が考えてくれた漫才のシメ・ゴッドタン収録中に劇団ひとりから言われた一言・武田鉄矢から授かった助言！                                      | 野呂佳代 | |
| 327 |          | 【筋神様ドッキリ】東京ホテイソンショーゴがプロテインを崇めるストイックマッチョを熱演した結果、うざすぎる新キャラ誕生！                                                                        | ショーゴ（東京ホテイソン）、ロジャース歌乃 | |
| 328 |          | 【罵倒脱毛サロン#3】罵倒ナース立野沙紀vsちゃんぴおんず大崎がリベンジ！超ドSなカメアシ二宮も緊急参戦で、現場が大カオスに！                                                                     | 立野沙紀、日本一おもしろい大崎（ちゃんぴおんず） | |
| 329 |          | 【祝！KOC優勝】ラブレターズ 芸人人生を変えた言葉ベスト5！太田光代社長からの衝撃の一言・憧れのバナナマン設楽から得た教訓・師匠大竹まことから授かった金言の数々                                 | ラブレターズ | |
| 330 |          | 【名作ドッキリ】福留光帆が大喜利にトラウマを抱えて楽屋で大号泣した時、森脇梨々夏の行動が天使すぎて感動大作に！                                                                                | 森脇梨々夏、福留光帆 | |
| 331 |          | 【うっそーん20】ラランドがピリついた空気を「うっそーん」といって20回和ませるタイムレース！とんでもないウソと衝撃のガチ話が入り乱れる！？                                                      | ラランド、中﨑花音 | |
| 332 |          | 【トーク】とろサーモン久保田 謝りたい&謝らせたい事件ベスト5！ とあるプロデューサー・卒アル事件・20年近く前のSM嬢・超ヒットドラマ・ワクチンなど                                                | 久保田かずのぶ（とろサーモン） | |
| 333 |          | 【架空下ネタ5連発】二瓶有加とすみぽんは、ななまがりの架空下ネタを見ても牛乳を吹かずに我慢できるのか？                                                                                         | ななまがり、二瓶有加、すみぽん（高倉菫） | |
| 334 |          | 【新企画】福留光帆とラランドニシダは喧嘩をしながら、アイドルから3つの喧嘩仲裁ワードを引き出せるのか？                                                                                         | 福留光帆、ニシダ（ラランド）、片桐ゆま（INSRiA） | |
| 335 |          | 【エロvs正義】Iカップエステティシャン高橋凛をインパルス板倉が操ったら、レインボージャンボの逆鱗に触れて大激怒！「帰ってきた！エステしないメンズエステ選手権」                                 | ジャンボたかお（レインボー）、高橋凛、板倉俊之（インパルス） | |
| 336 |          | 【喧嘩強要ドッキリ】きしたかのが裏では権力者の余興として、無理やり喧嘩をさせられていたら？ | きしたかの、佐野なぎさ、伊藤亜斗夢 | 『グラディエーターII 英雄を呼ぶ声』とのタイアップ                                                                                |
| 337 |          | 【恐怖】オードリー春日が裏では超せっかちで、現場を困らせるパワハラ連発のクソ芸人だったら…？                                                                                                   | 春日俊彰（オードリー）、山下夏望、乃上桃 | |
| 338 |          | 【イライラ60!?】福留光帆が東京ホテイソンたけるを20回イラつかせる！…はずが、相性抜群で福留のコンボ&たけるの嘆きが止まらずイライラ60に！                                                        | 福留光帆、たける（東京ホテイソン） | |
| 339 |          | 【裏でもジョーカードッキリ】リンダカラー∞Denが裏でもカリスマキャラで調子に乗りまくった結果、ブチキレた武闘派Dにボコボコされたら？                                                             | リンダカラー∞、矢野ななか、野崎ゲレーロ聡史 | |
| 340 |          | 【ぐんぴぃ全否定ドッキリ】バキ童ぐんぴぃが相方土岡から全否定されるのを見たアイドルは、童貞に救いの手を差し伸べるのか？                                                                        | 春とヒコーキ、竹内さりあ | Amazonとのタイアップ |
| 341 |          | 【エロドーピングドッキリ】風吹ケイが裏では超清純派で、仕事のためにドーピングして無理やりエロくなっていたら？                                                                                  | 風吹ケイ、三橋くん | |
| 342 |          | 【特別企画】福留光帆と『愛の口喧嘩』を見てみよう！ | 福留光帆 | |
| 343 |          | 【1年ぶり】帰ってきた罵倒キャバクラ！今や朝ドラ女優となったみりちゃむは、待ち焦がれる錦鯉渡辺を罵倒してくれるのか？                                                                           | みりちゃむ、渡辺隆（錦鯉） | |
| 344 |          | 【正直マンドッキリ】かが屋加賀が裏では能天気でクソつまらなかったら…というドッキリのはずが、2人の本音をぶつけ合う感動展開にアイドル大号泣！                                                    | 加賀翔（かが屋）、賀屋壮也（かが屋）、沖侑果 | ホットペッパービューティーとのタイアップ                                                                                         |
| 345 |          | 【マジ芝居】ドラマ主演女優二瓶有加は、ラパルフェを相手にいい演技をできるのか？笑ったら即女優引退！                                                                                            | 二瓶有加、都留拓也（ラパルフェ）、尾身智志（ラパルフェ） | |
| 346 |          | 【罵倒サウナ】立野沙紀がドSと癒しを交互に繰り返したら、ラランドニシダは気持ちよく整えるのか？                                                                                                 | 立野沙紀、ニシダ（ラランド） | |
| 347 |          | 【名作爆誕】アルピー酒井が平子から「芸人辞めろ！」説教されてすぐやめちゃうドッキリ…のはずが、女優彩香が涙ながらに説得して感動傑作に！                                                         | 平子祐希（アルコ＆ピース）、酒井健太（アルコ＆ピース）、彩香 | |
| 348 |          | 【大暴走】コロチキナダルが裏ではもっとひどい人間を演じた結果、クズすぎる悪態・暴言アドリブのオンパレードに！                                                                                  | ナダル（コロコロチキチキペッパーズ）、西野創人（コロコロチキチキペッパーズ）、かれしちゃん | |
| 349 |          | 【厳選】東野幸治 エンタメ報告会2024！全172作品から選び抜かれた16作品を紹介！『アンメット』『響け！ユーフォニアム3』『白と黒のスプーン』など                                                   | 東野幸治 | |

### 2025年
| 回  | ジャンル | タイトル | ゲスト                                                               | 備考                 |
| --- | -------- | --- | -------------------------------------------------------------------- | -------------------- |
| 350 |          | 【ウソゴシップ20】福留光帆が即興で芸能界のウソゴシップを捏造したら、何も知らないグラドルは信じるのか？                                   | 福留光帆、酒井健太（アルコ&ピース）、桜みゆ                          |                      |
| 351 |          | 【地粉師ドッキリ】アントニーがそば粉を売っているだけで、何も知らないアイドルは「ヤバい売人」と勘違いするのか？                           | アントニー（マテンロウ）、戸田梨杏                                   |                      |
| 352 |          | 【超ネガティブドッキリ】キンタロー。が自分の素を出すのが怖すぎて、NGと言われてもモノマネをやり続けたら？                                 | キンタロー。、原莉子                                                 |                      |
| 353 |          | 【ニュータイプキャラ誕生】トンツカタン森本がスタッフからのオーダーに高額ギャラをふっかけると見せかけてなぜか超激安だったら…？            | 森本晋太郎（トンツカタン）、茉依                                     | LINEMOとのタイアップ |
| 354 |          | 【再降臨】トータルテンボス 100ボケ100ツッコミチャレンジ2nd！不謹慎ボケ・昭和ネタが爆発！                                                 | 藤田憲右（トータルテンボス）、大村朋宏（トータルテンボス）、富豪仁菜 |                      |
| 355 |          | 【悪口も金次第ドッキリ】ウエストランド井口が裏ではいつも通り毒舌全開だが、カメラ前では金を積まれないと悪口を言わないマネー野郎だったら？ | 井口浩之（ウエストランド）、ラミカ                                   |                      |
| 356 |          | 【トーク】芸能界天下取り将棋 くっきー！キングダム！若手から同期まで多彩な顔ぶれが集結！                                                  | くっきー！（野性爆弾）                                               |                      |

## イベント
- 罵倒カフェ『OMOKENASHI』（2024年9月14日 - 23日、GG Shibuya mobile esports cafe&bar）[380]

## 写真集
- 君にビリビリ！（2024年8月3日 - ）- かが屋の企画「照れたら即電流！電流グラビア撮影会」で撮影された西綾乃、青科まき、白石希望のオムニバス形式の写真集[381]

## スタッフ
- 企画・演出・プロデュース - 佐久間宣行
- ディレクター - 前川コーファン (善郎)
- 放送作家 - 大井洋一、福田卓也（福田が担当する『佐久間宣行のオールナイトニッポンゼロ』で、当チャンネルの企画会議の話題がよく出る）
- ナレーター - こじらせ松田[382]
- 制作 - 全力カンパニー
- 運営 - レアゾン・ホールディングス